# 新都城
新都城是位於香港寶琳的私人大型住宅項目，屬於將軍澳樓齢較高的私人屋苑，因此呎價相對其他同區屋苑較便宜 ，由恆基兆業地產發展。屋苑位於新界西貢區將軍澳新市鎮第十七區寶林的市中心地帶，佔地逾642,000平方呎，背靠欣明苑和東北面的鷓鴣山，連接寶林邨和景林邨，圍繞港鐵將軍澳綫寶琳站，由多條通往商場的行人天橋連接，當中商場坐擁150萬平方呎，為新界東第二大購物商場，是恆基地產旗艦商場，滙聚超過400間商舖，是香港最多商舖的商場。
新都城分為三期，分別是一期、二期和三期（都會豪庭），分別於1996年12月至2000年4月建成入伙，提供共6,768個住宅單位，單位建築面積由兩房兩廳500餘平方呎至三房兩廳1,000餘平方呎不等。
屋苑第一期由吳享洪建築師事務所設計；第二期由劉榮廣伍振民建築師事務所設計；第三期則由胡周黃建築師事務所設計。

## 第一期

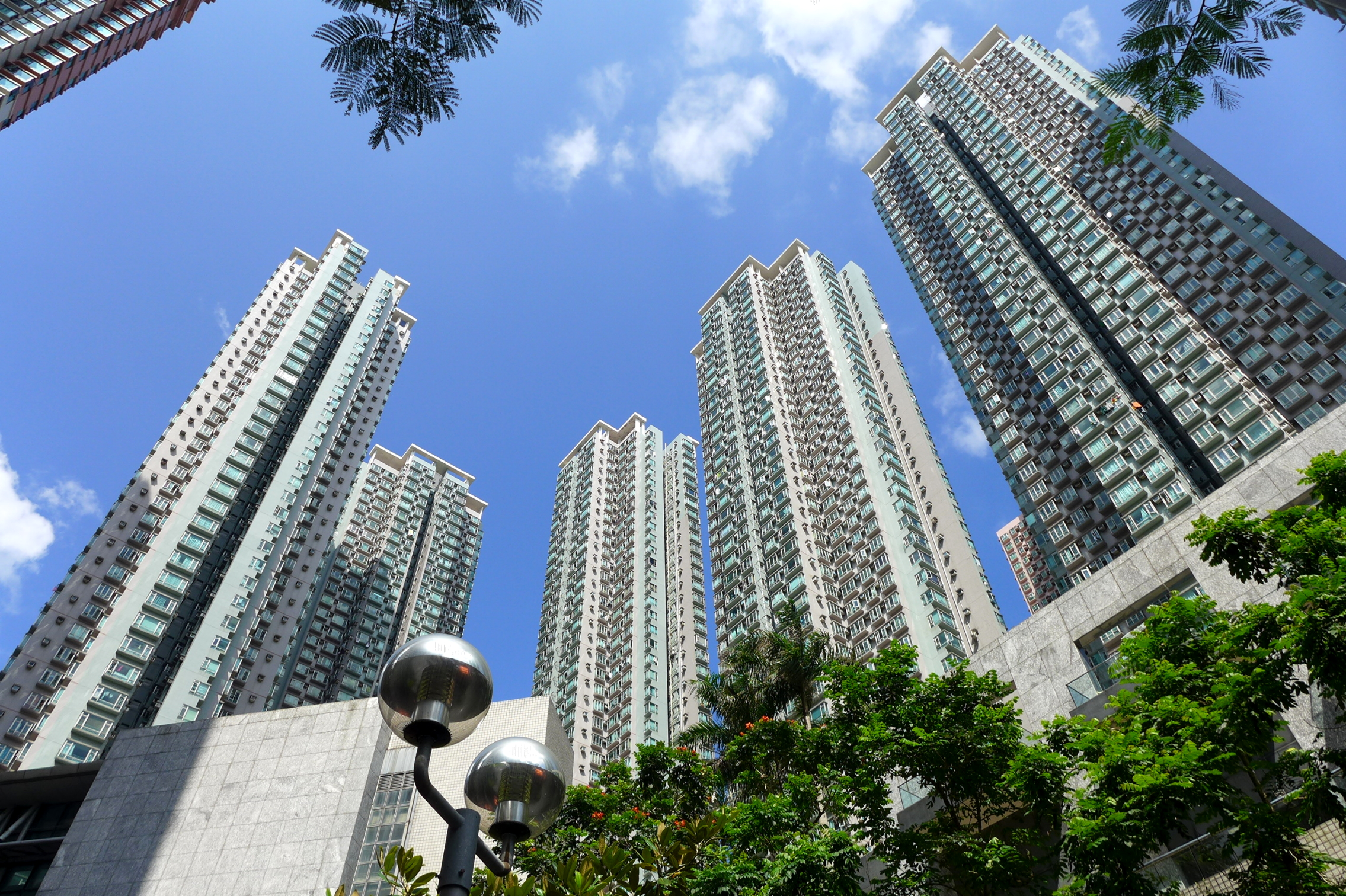
新都城第一期

第一期位於運亨路1號，於1996年12月落成入伙，共有6座住宅大樓，提供2,048個單位，附設有會所及商場，總樓面面積1,350,463平方呎。商場部分現由陽光房地產基金持有及管理。屋苑已實施建築物水安全計劃並獲水務署頒發「大廈優質供水認可計劃－食水（管理系統）」金證書。

### 會所
會所設兒童遊樂場、太極園地、網球場、游泳池、舞蹈室、乒乓球室、蒸氣浴室、桑拿浴室、健身室、遊戲室、兒童樂園、桌球室、卡拉OK室、影音室、閒坐區、茶座和跑步徑。

### 商場
商場樓高兩層，面積約20萬平方呎，主要租戶以兒童學習中心、補習社（如遵理學校）、僱傭中心、地產代理、美容中心及診所為主，頂樓設有數座行人天橋，可直接通往港鐵寶琳站、新都城二期、三期和叠翠軒。
主要租戶包括759阿信屋、薩莉亞、日本城、大快活、爭鮮、天然工房、恆生銀行和名創優品。
三層停車場設452個車位、20個電單車車位及14個單車車位。

### 翻新
商場在2022年起進行翻新。

### 意外
2017年9月9日中午12時許，兩名18歲工人在冷氣機房內使用壓縮罐裝清潔劑後，疑違反指引在房內吸煙，結果引致爆炸，兩名工人燒傷送院，其中一人六成皮膚燒傷，情况危殆。

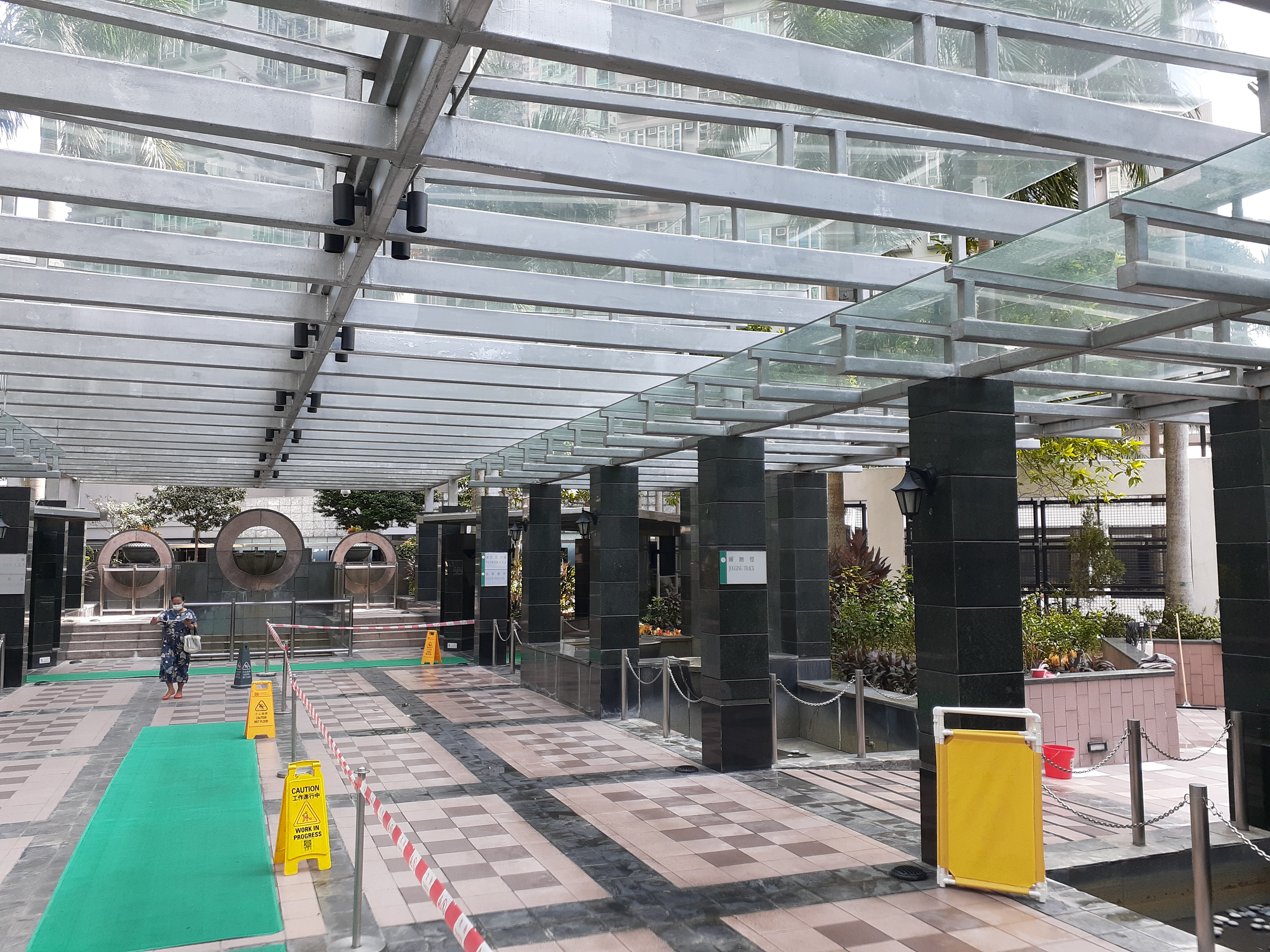
住宅平台有蓋通道
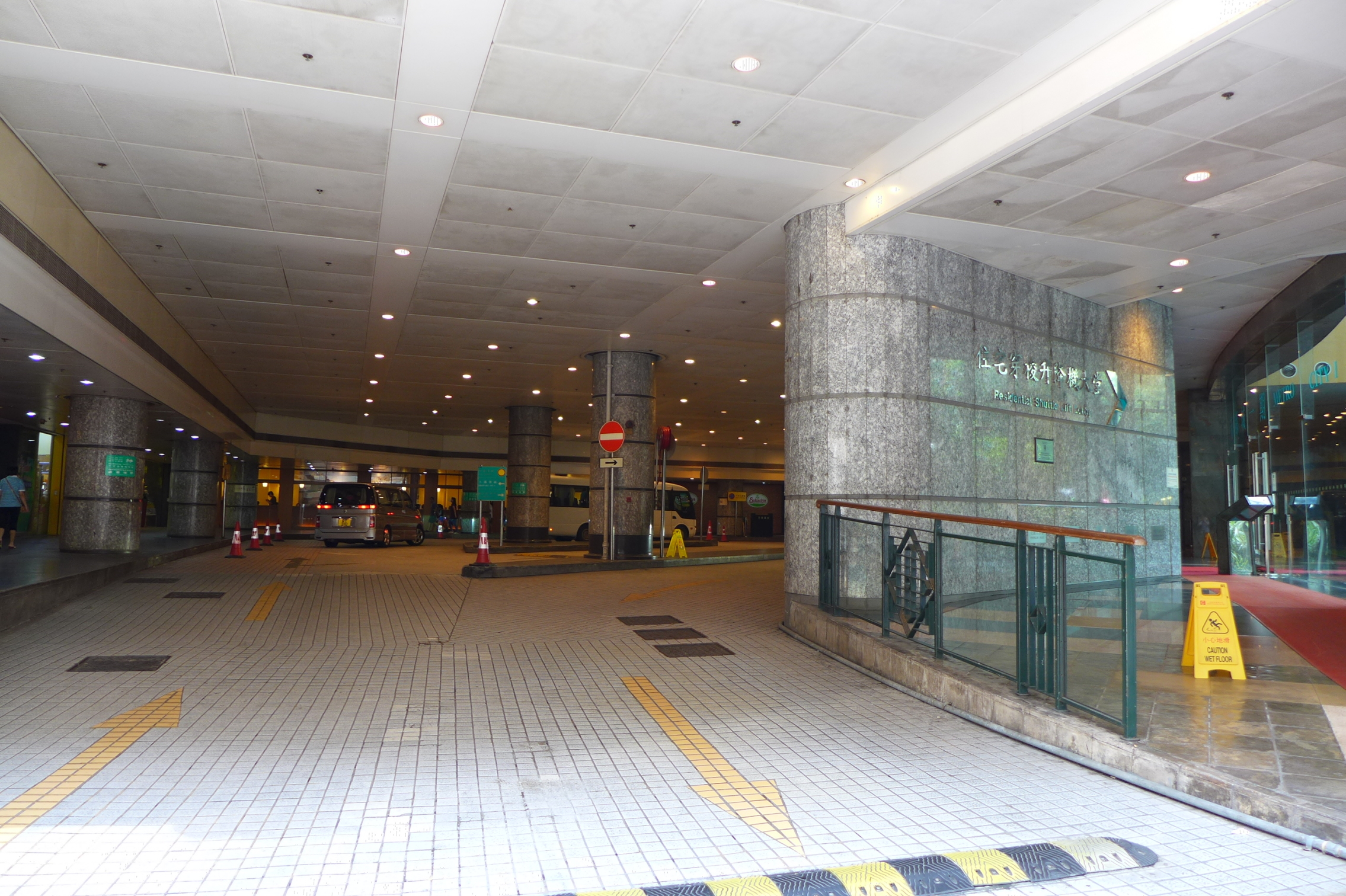
地下上落客區
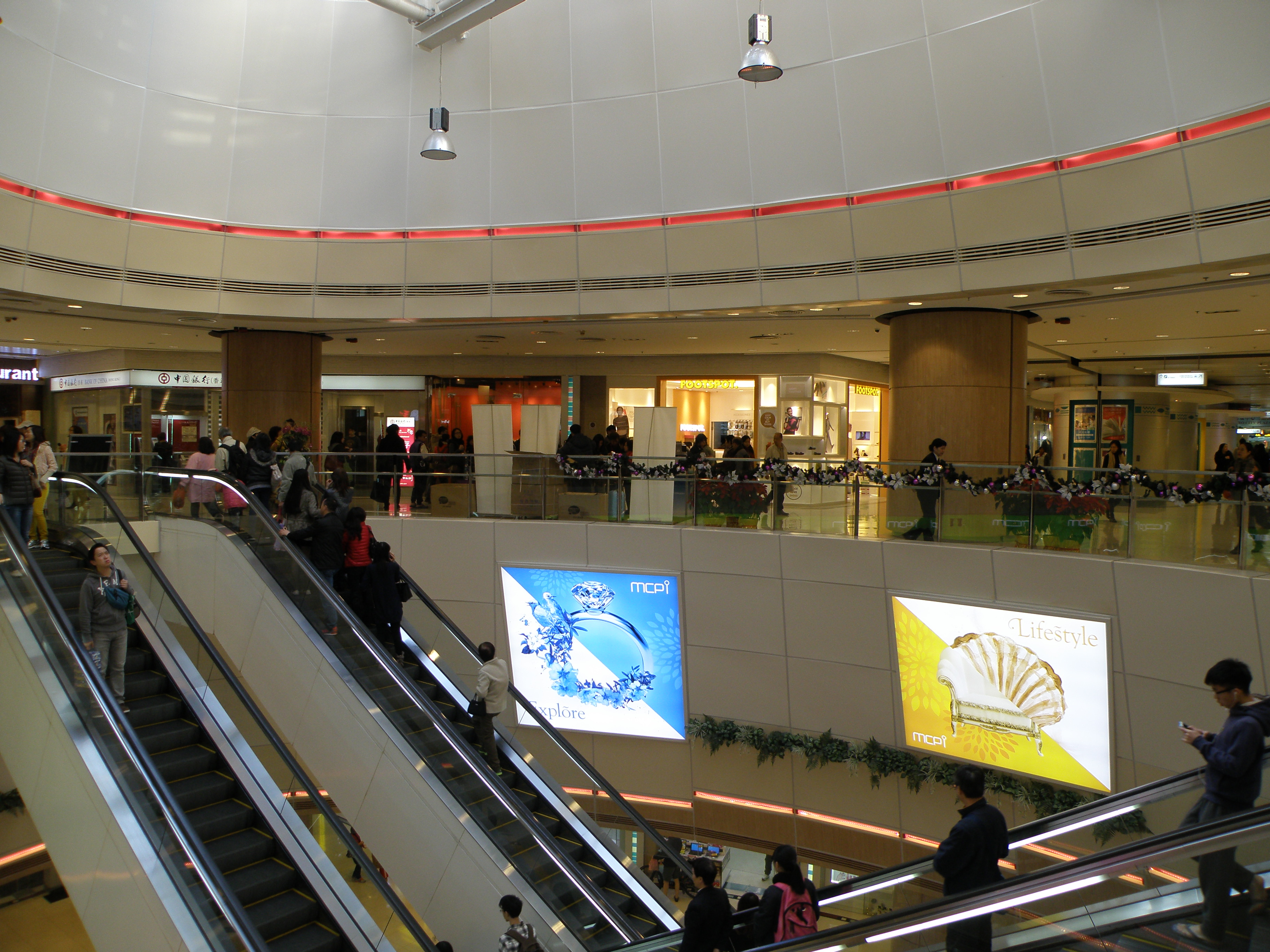
MCP One翻新後的中庭（2015年）
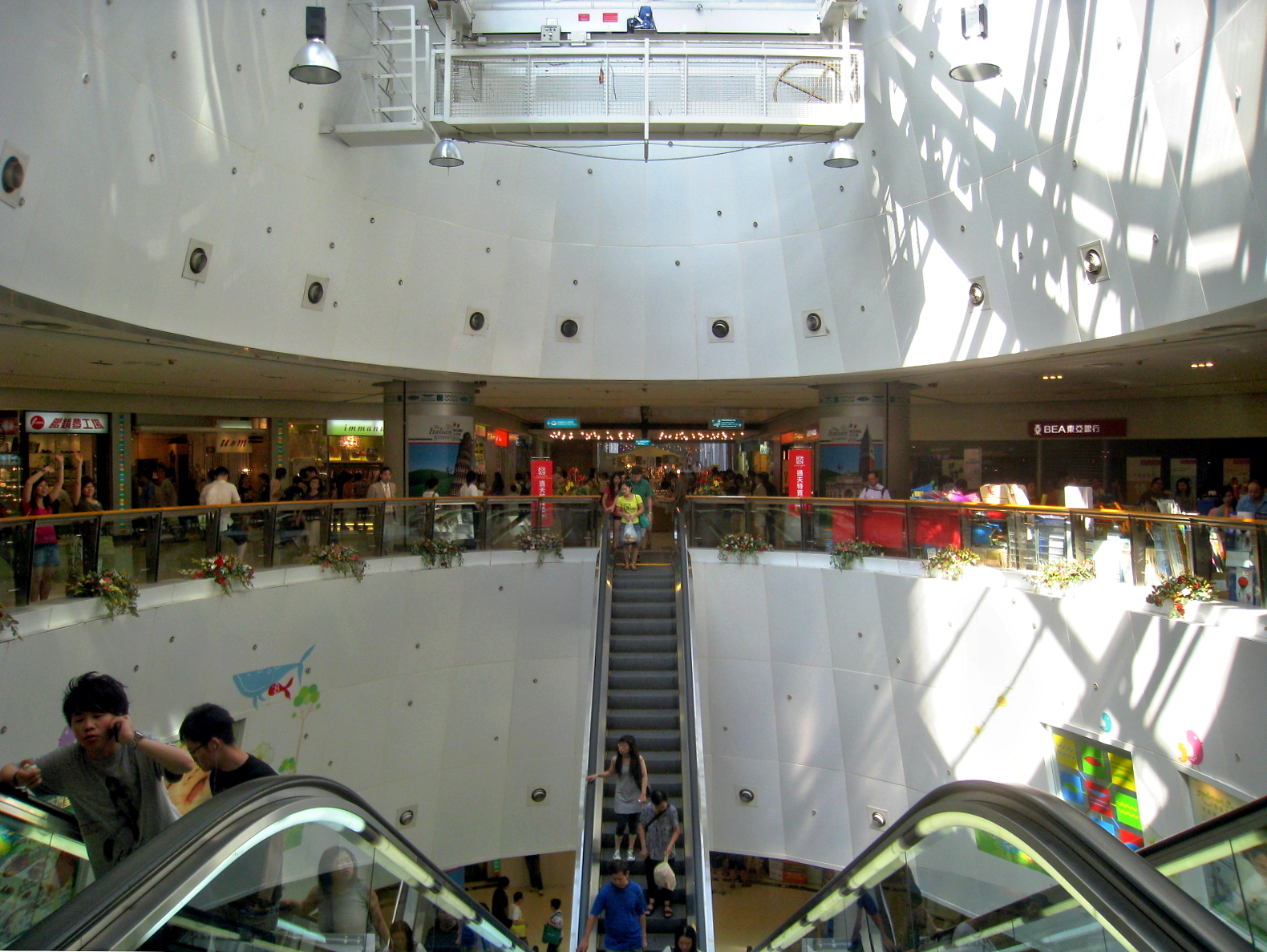
MCP One翻新前的中庭（2009年）
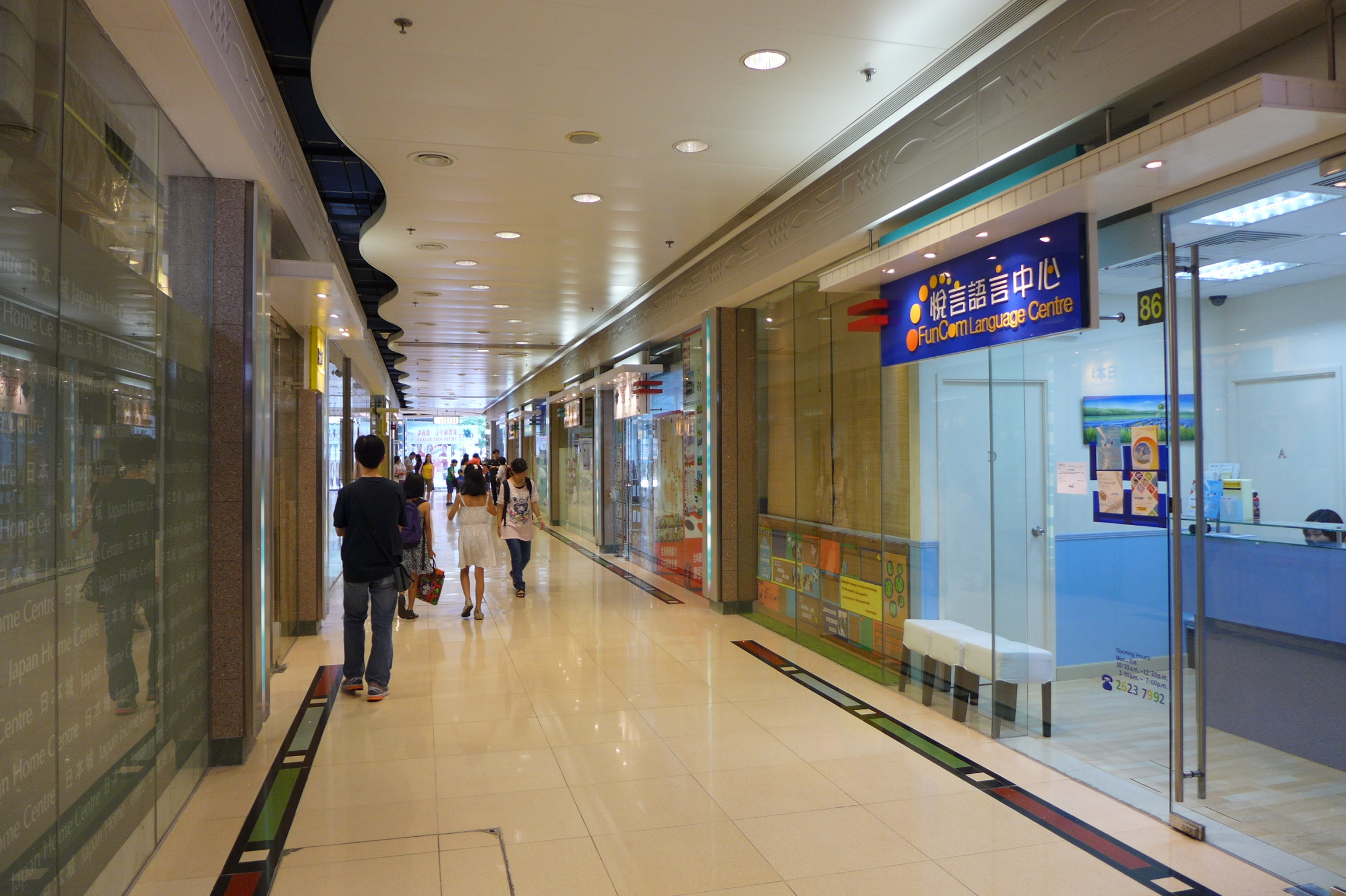
地下商店

## 第二期

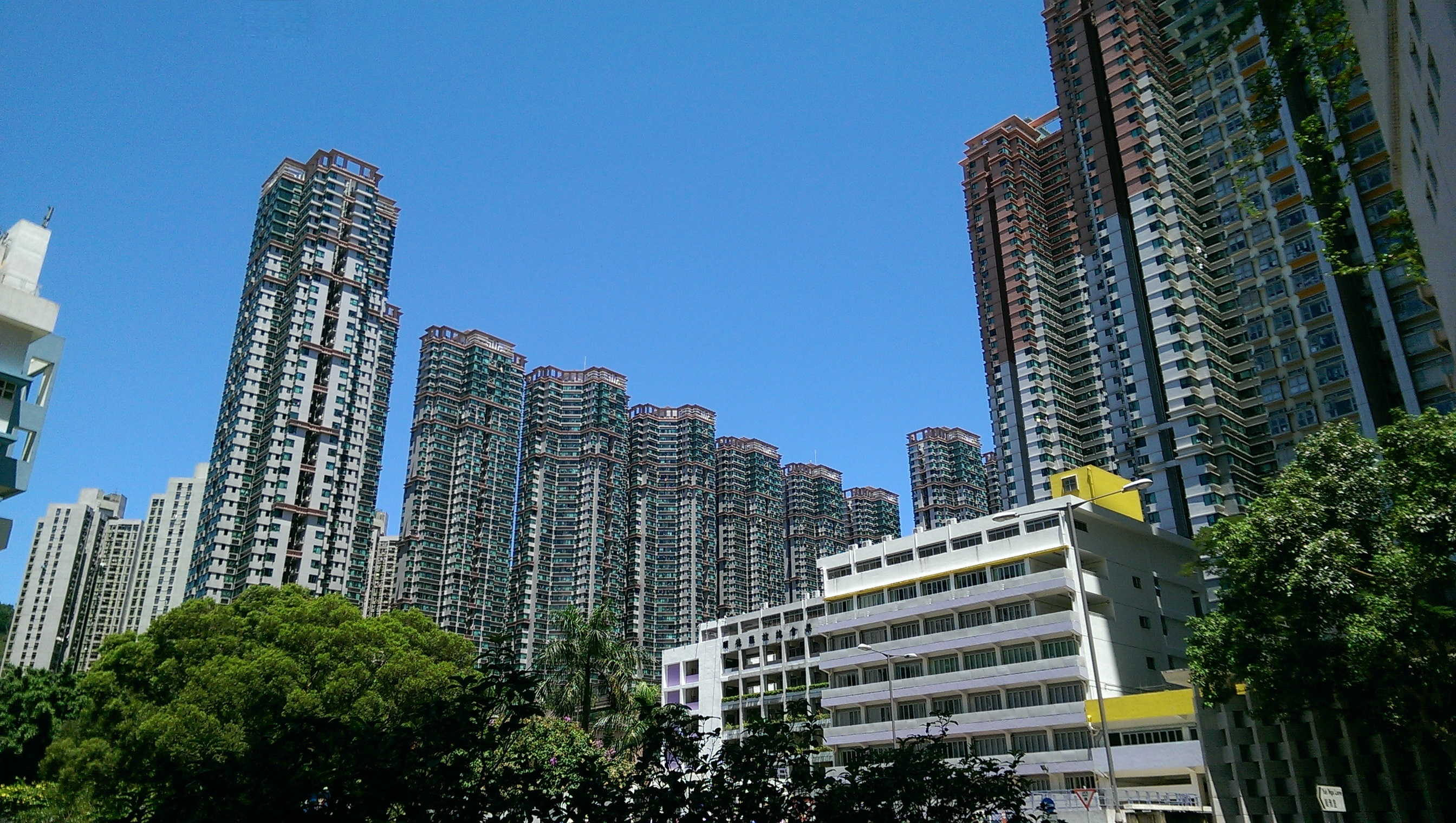
新都城二期

第二期位於將軍澳欣景路8號，於2000年4月落成，於2000年6月入伙，共有11座住宅大樓及四層購物商場，提供3,344個單位，總樓面面積2,814,283平方呎，為新都城各期中面積最大的項目。屋苑已實施建築物水安全計劃並獲水務署頒發「大廈優質供水認可計劃－食水(管理系統)」金證書。
發展商於1998年第3季開售時，與可口可樂公司方面聯合促銷，購買可口可樂可以參加抽獎贏取住宅單位，並使用梁漢文、楊千嬅、陳奕迅主唱的《大激想》作為廣告主題曲。現由恆基地產旗下的偉邦物業管理公司管理。

### 商場

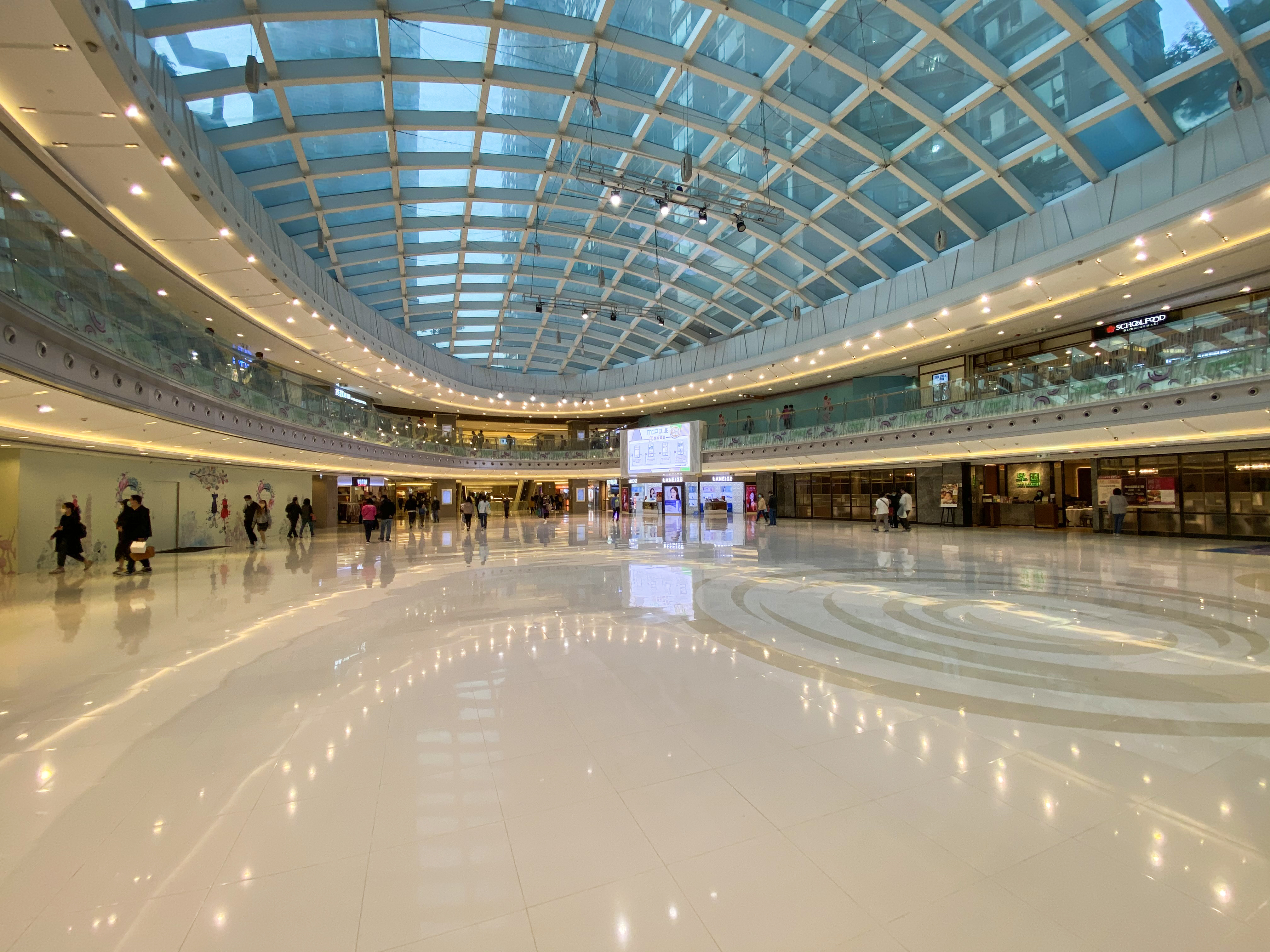
MCP Central 中央天幕廣場

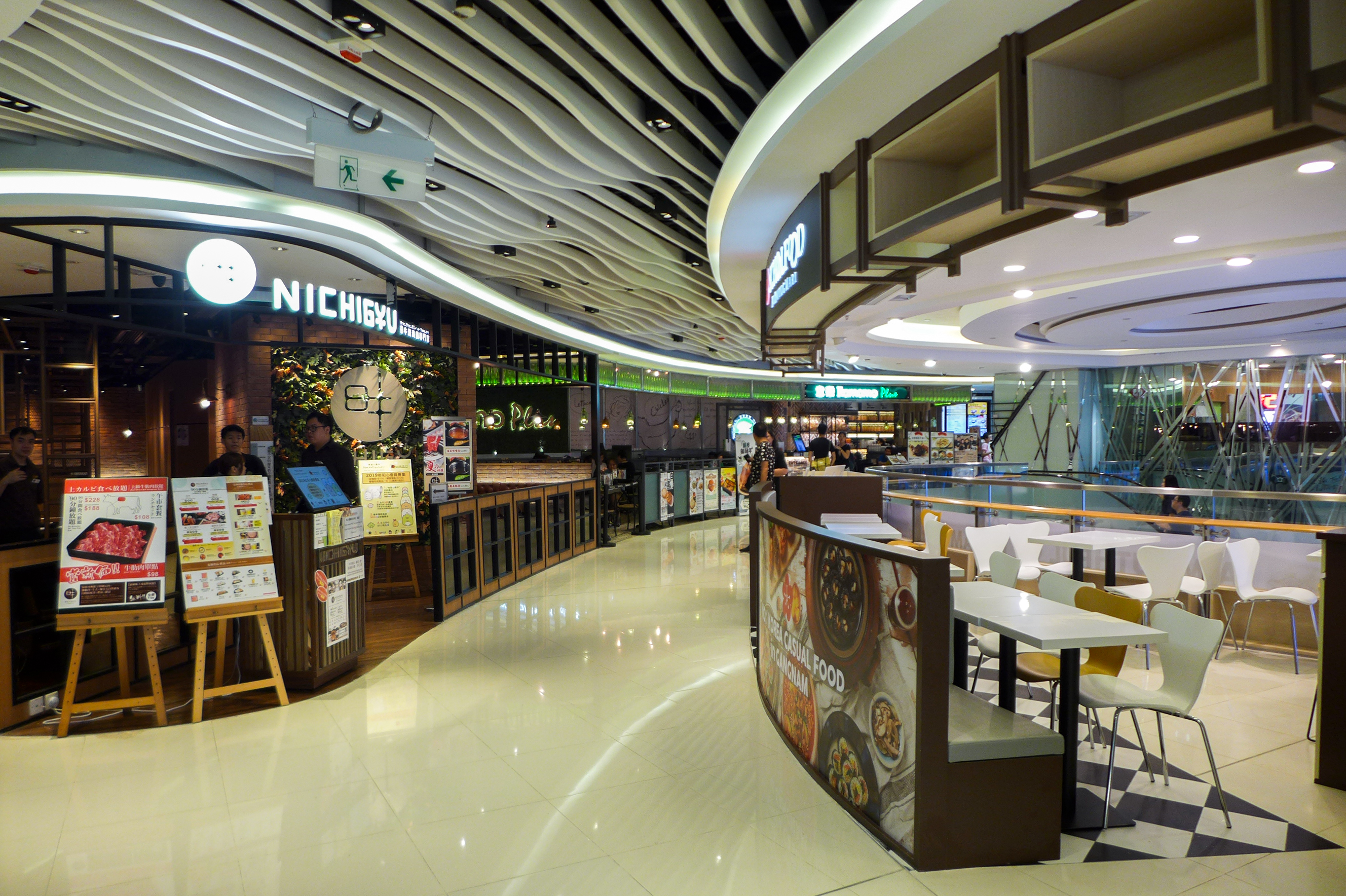
MCP Central 2樓餐廳

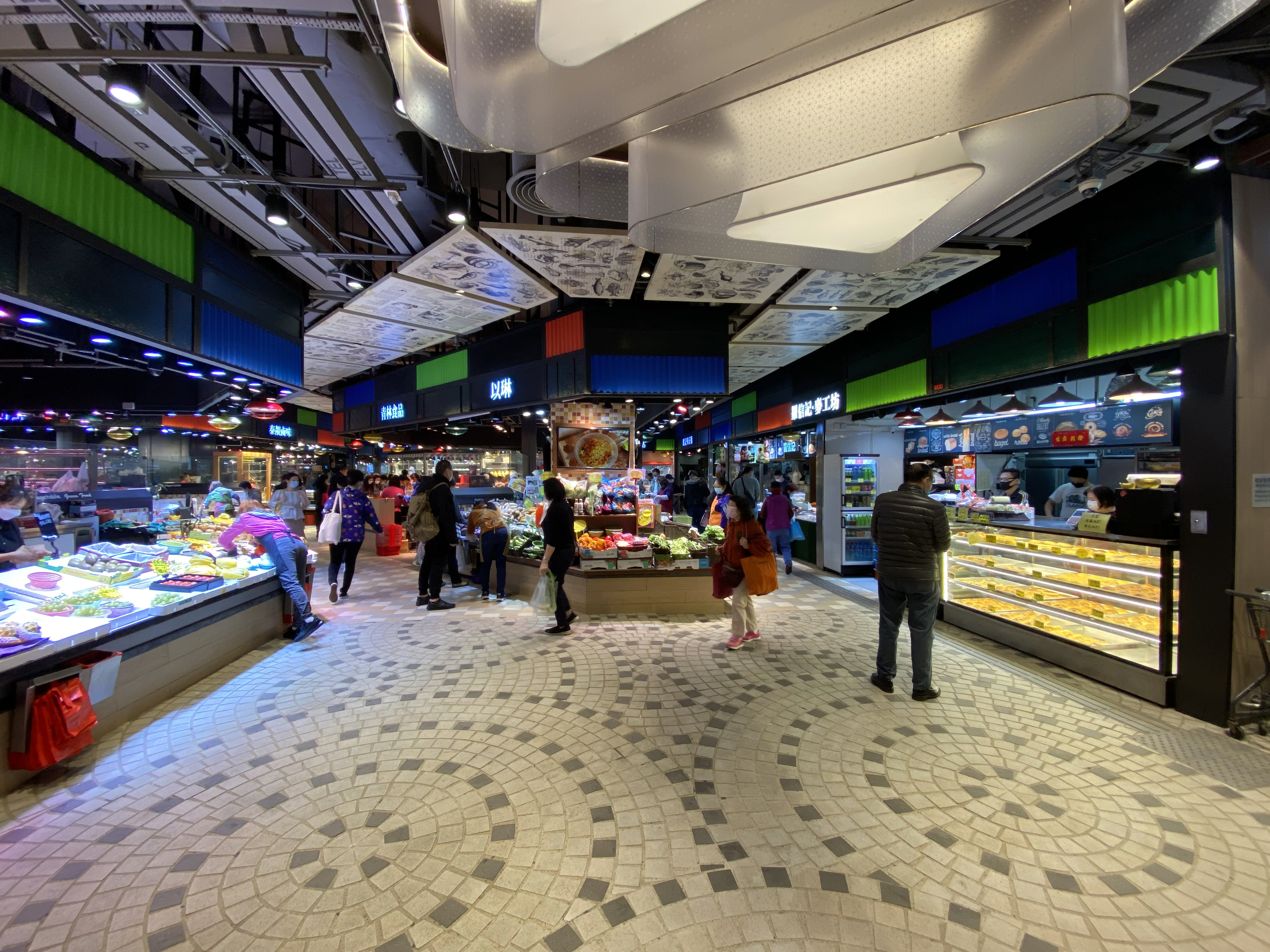
2018年翻新後的MCP Fresh 尚鮮市場

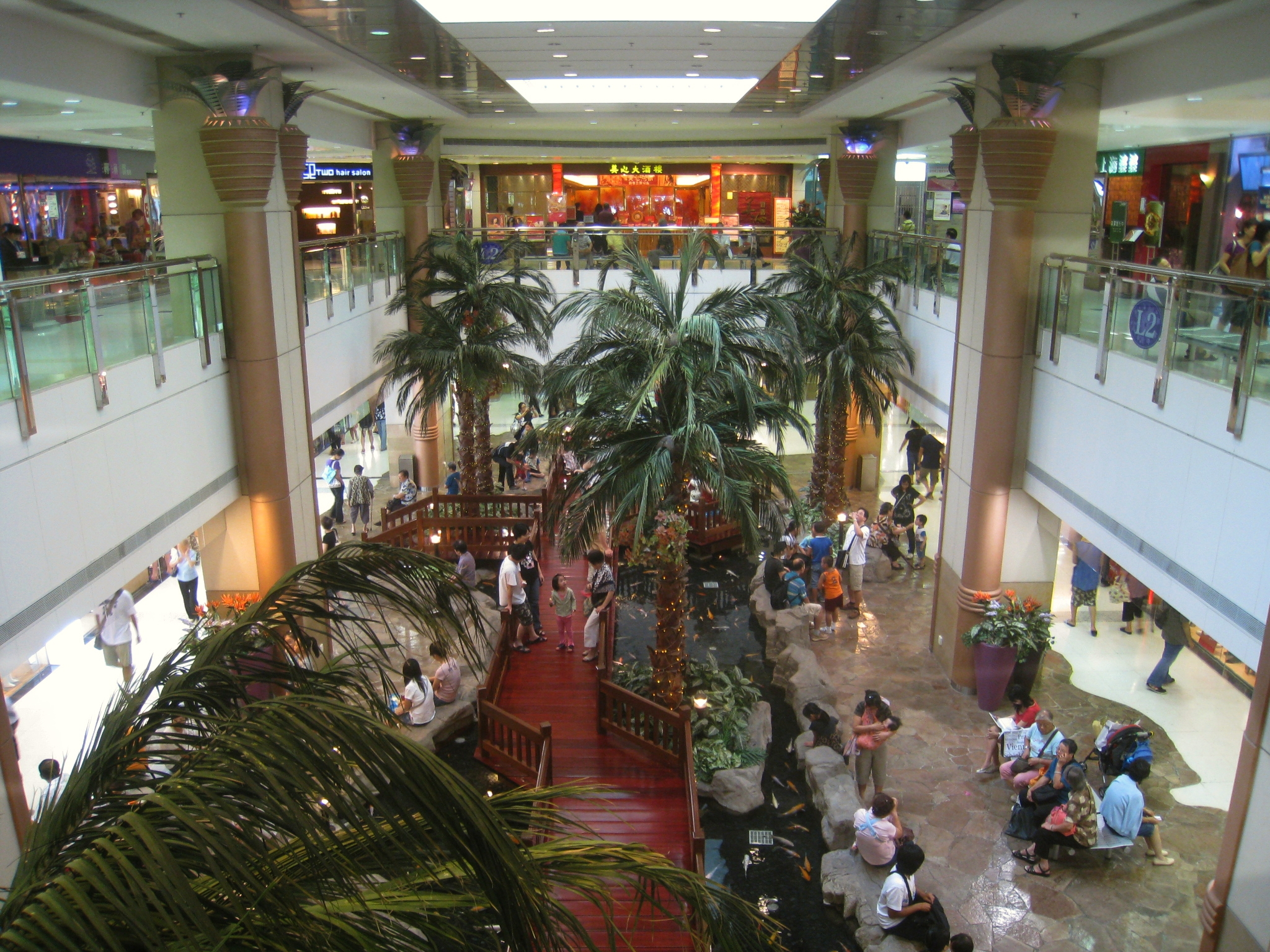
MCP Central翻新前設室內休憩園林，唯到大約2013年已被夷為平地

MCP Central 與港鐵寶林站連成一體，樓高四層，面積達100萬方呎，店舖總數逾500間，以「木」為主題（「寰宇旅遊」為前主題），由RDG及RMJM等設計，是將軍澳區內最大的商場。
主中庭設中央天幕廣場，寬敞開揚的中庭，配合壯觀宏偉的玻璃天幕，為各類型展覽及表演提供自然採光的完美場地，不同大小的活動──靈活多變的空間，全面迎合各種營商需要。常用作推廣活動和展覽用途，如簽唱會及劇集宣傳。其行人天橋設計，令遊人彷如置身紐約「布魯克林大橋」。商場外圍設觀光電梯，地下為戲院及六萬平方呎冷氣街市，並設有寶林公共運輸交匯處，亦附設2,200個車位停車場。地下高層（UG）以家電及超級市場為主；一樓設有數座天橋接駁港鐵寶琳站A、B出口、新都城一、三期商場、寶林商場和欣明苑，故此一樓店舖租值最高，以時裝及精品店為主，平均呎租由38至90元不等；二樓則以家庭用品店及童裝店為主。
商場於2000年6月對外開放，到2001年3月31日才全面開幕。

### 商場開業初期
租戶包括85,000平方呎的千色百貨、全港最大，佔地75,000平方呎的百佳超級廣場（已結業）、豐澤電器、Giordano、FX Creations、XDF Fashion、Bauhaus、Baleno、Heib、XSFashion、優之良品、數碼通、鱷魚恤、U-Right、和記電訊﹑中原電器、奇華餅家、山崎麵包、中華書局、領先電器、摩登便所及東方紅等本地連銷式商店。
食肆主要為：金河苑越南菜館、百人一朱日本餐廳、香辣屋、大家樂、Little Tokyo、太興燒味餐廳、民天食坊、正陽樓海鮮酒家及B.C. Cafe等。除大家樂和太興等外，其他餐廳皆已結業。玩具反斗城原本打算租用場內約7000方呎（實用面積）商舖，不過最終放棄。其後業主再將該舖招租，並即時有多個租戶洽租，當中有個別是經營兒童娛樂行業。至於該商場餘下未租出的商舖，將再重新分開為細舖招租，最終分別於2010年6月（由三期搬遷而來）及2022年8月兩次進駐。

### 現時租戶包括
UNY生活創庫、千色百貨、Bossini、GigaSports、CATALOG、G2000、FOOTSPOT、Wanko、Levi's、Nikko、運動家、Uniqlo、Her own words、Maple、周大福、六福珠寶、MaBelle、中國移動、中國聯通、香港移動通訊、電訊數碼、眼鏡88、OGAWA、OSIM、韓印紅、佳寶食品超級市場、大生生活超市、759阿信屋、優品360、HKTV Mall、北京同仁堂、南北行、位元堂、啟泰藥業、福泰堂、和順堂(國際)醫藥有限公司、屈臣氏、萬寧、澳至尊、樓上、Fancl、TONYMOLY、The Body Shop、彩豐行、Colourmix、Overdays、中國工商銀行 (亞洲)、華僑銀行、莎莎、快圖美、煤氣客戶中心、軒琴居、雅蘭床褥、愛皇健床褥、夢斯藍床褥、豐澤電器、中華書局、kuka、中原電器、玩具反斗城等連鎖商店和MCL 將軍澳戲院。

### 現時食肆包括
必勝客、元氣壽司、爭鮮迴轉壽司、麥當勞、肯德基、沙嗲王、敏華冰廳、意樂餐廳、譚仔三哥米線、香港仔南記粉麵、八方台式麵屋、大家樂、太興、丸龜製麵、華御結、天仁茗茶、歇腳亭、米線陣、Hungry Korean、一粥麵、快樂蜂、烏蠅館、金坊泰國美食、三才魚旦火鍋食品店、夏麵館、翠園、海王漁港、稻香茶居、Ruby Tuesday、Panash、東海堂、聖安娜餅屋、奇華餅家、榮華餅家、蛋撻王、牛摩

### 已結業商店包括
西佑定食屋、美心皇宮大酒樓、金河苑越南菜館、香辣屋、椰林閣餐廳、百人一朱日本餐廳、越棧、UCC Coffee、漢陽苑韓國料理、羅麥記、抹茶館、Pepper Lunch、Spaghetti 360、魚米家、健康工房、土司工坊Toast Box、美心快餐、百滙軒酒家、名悅酒家、炑八韓烤、小草屋酒樓、咖啡灣、春天、霸嗎拉麵、5 cm、I.T、CHOCOOLATE HK、Superdry、The Stage of Playlord、Giordano、Pull & Bear、Bershka、U-Right、Rookie、Swarovski、皇家運動專門店、卓悅、eGG Optical Boutique、通利琴行、BOSE、AV Life、數碼通、鱷魚恤、Sunion、領先電器、摩登便所、東方紅、Heib、XSFashion、優之良品、清玉、Green Party、OTO、品味1+1、上海婆婆、3 (電訊)、茂昌眼鏡、LANEIGE、U2、百佳超級廣場、戶外城、時間廊、Mirabell、翠華餐廳、波仔、百成堂、KOI、茶湯會、永興燒臘粉麵茶餐廳、School Food Blooming Mari、H&M、四季良晨Café Mikoo、越之味 、燉、桂花小幸 & 幸福の茶研社Tea Mikoo、Etude House、麻辣娘子、星巴克、薈亞廚房、6IXTYEIGHT、吃茶三千、Pacific Coffee、衛訊、實惠、綠日堂、華潤堂、茶語啡、金瀛、日牛涮涮鍋、別天神拉麵、板長壽司、麵屋豚豚拍子&辛味屋、Chateraise、金記冰室、ComeBuyTea、盞記、Big C、堅信號上海生煎皇、亞金南洋茶室、ZARA、吉豚屋、四點金飯店、熊小館、Baleno、ZARA、謝瑞麟珠寶、大班麵包西餅

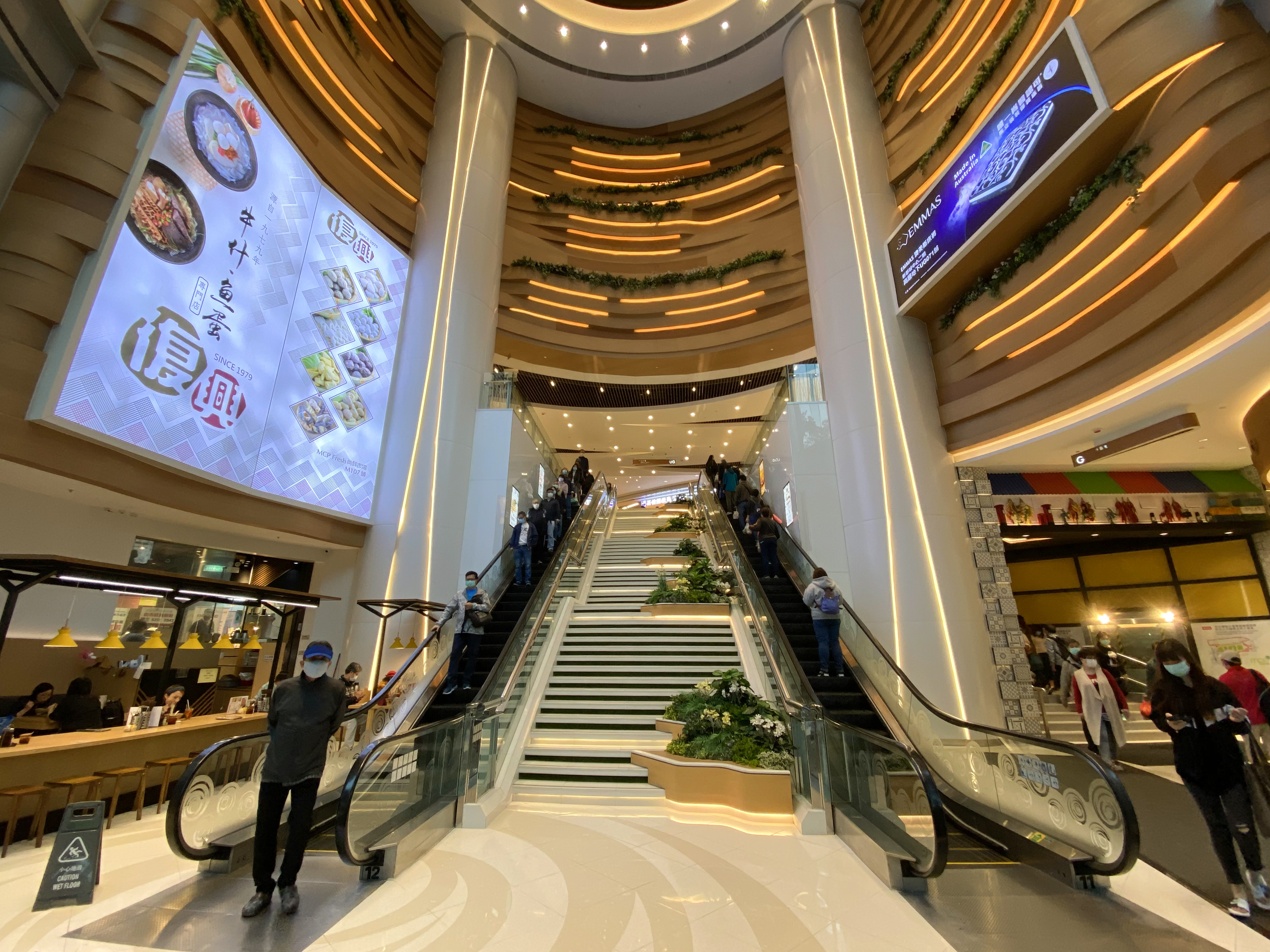
入口中庭的樓梯在翻新後可供坐下
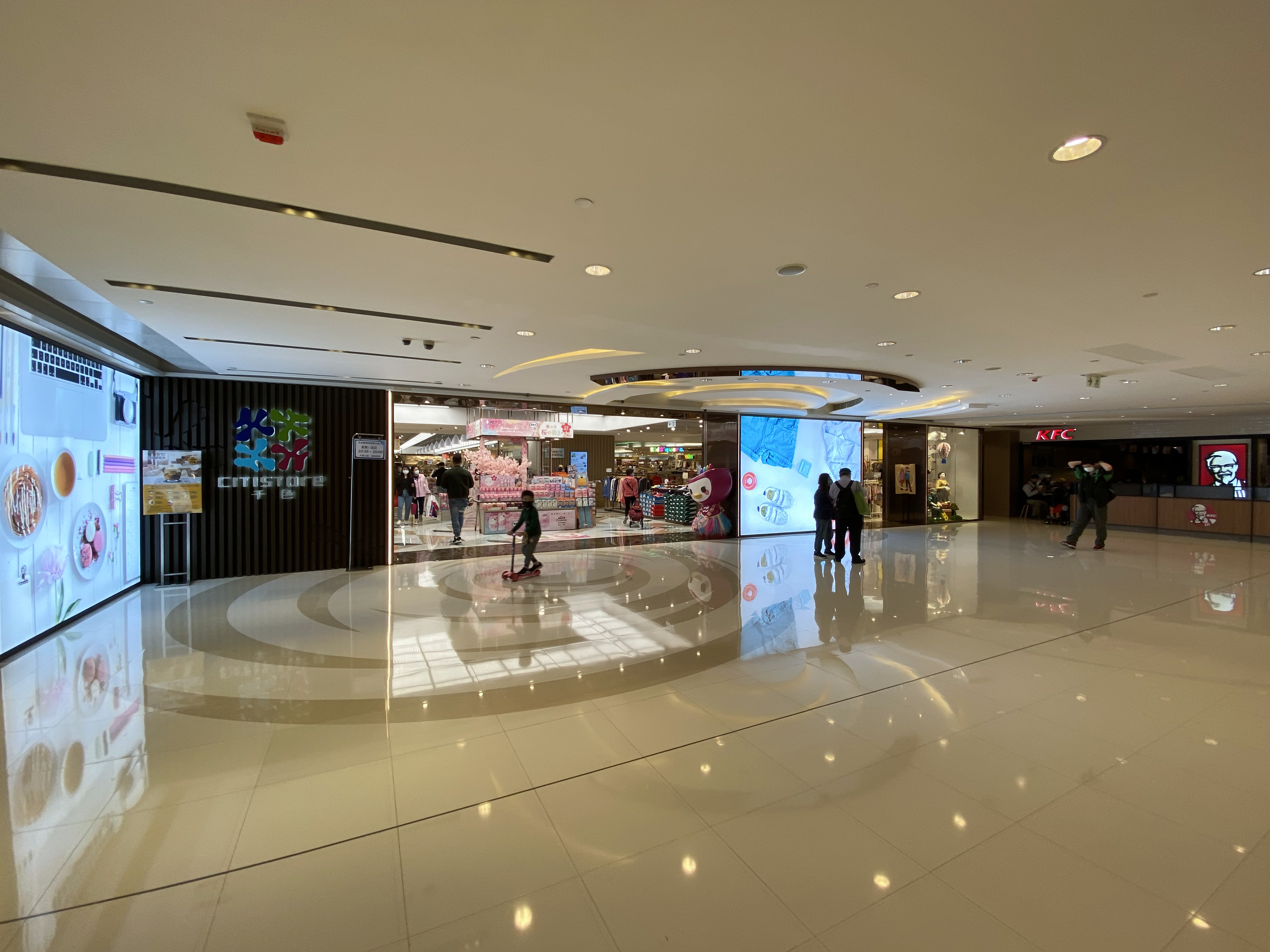
千色Citistore 將軍澳店
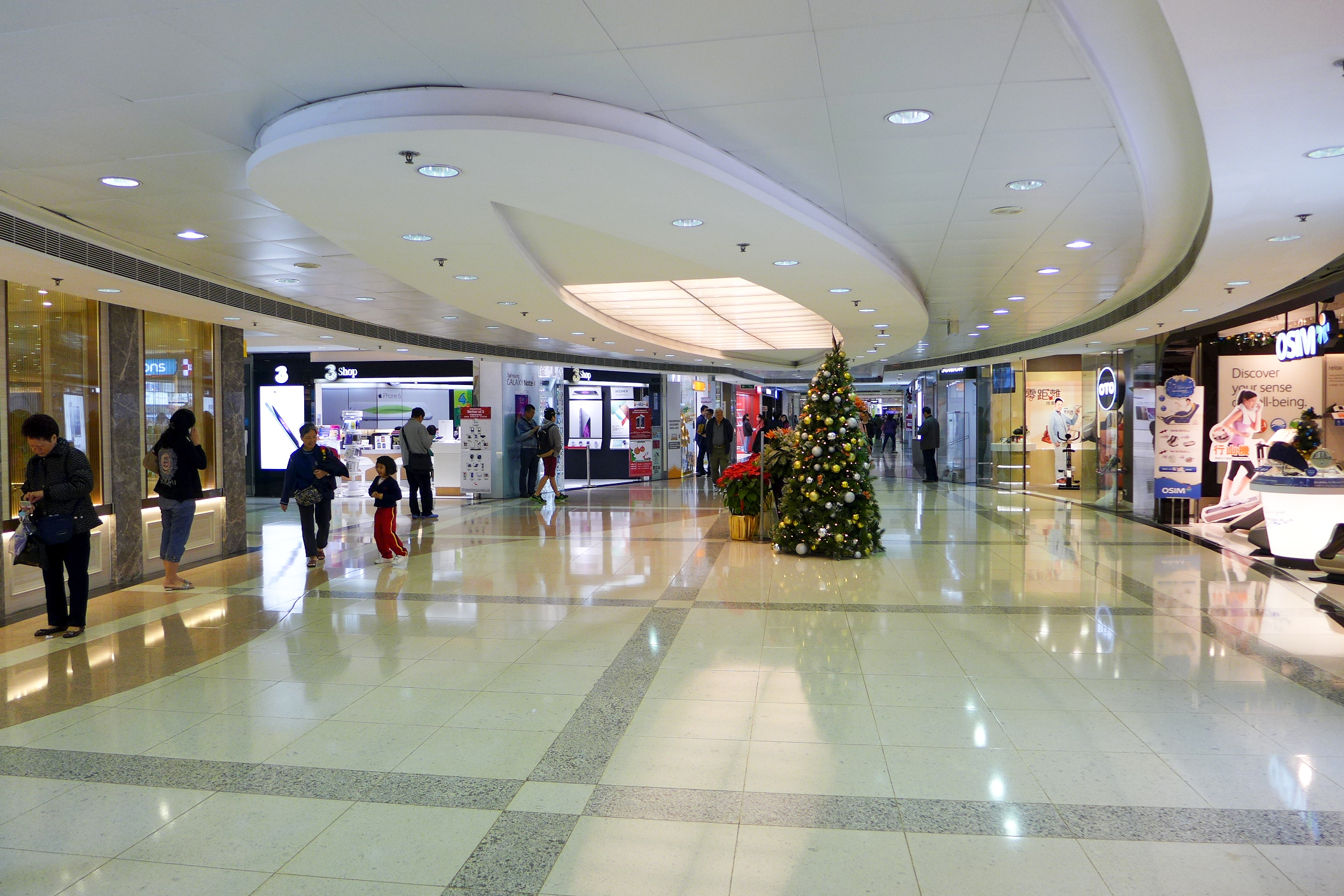
UG層商店
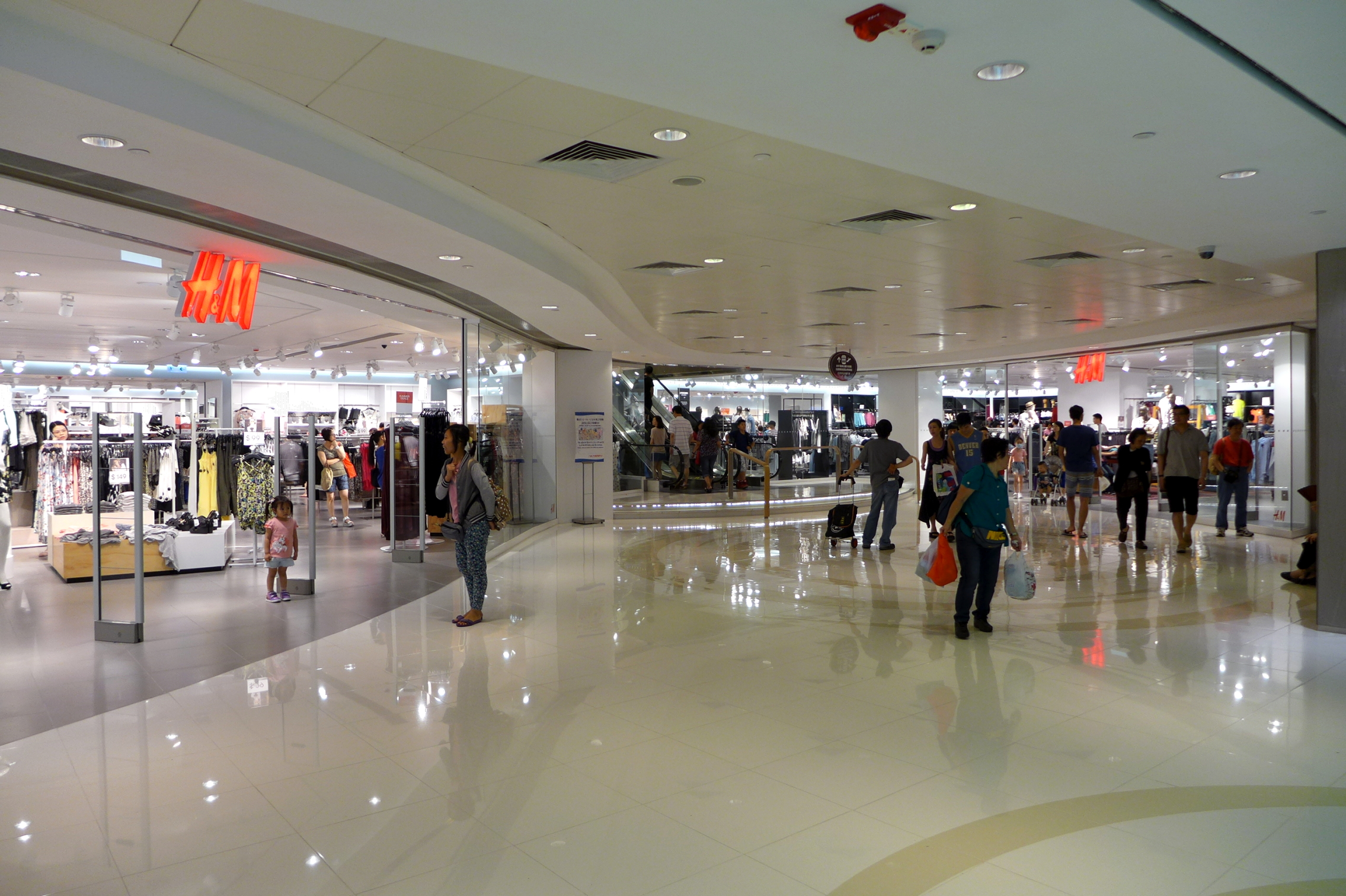
H&M
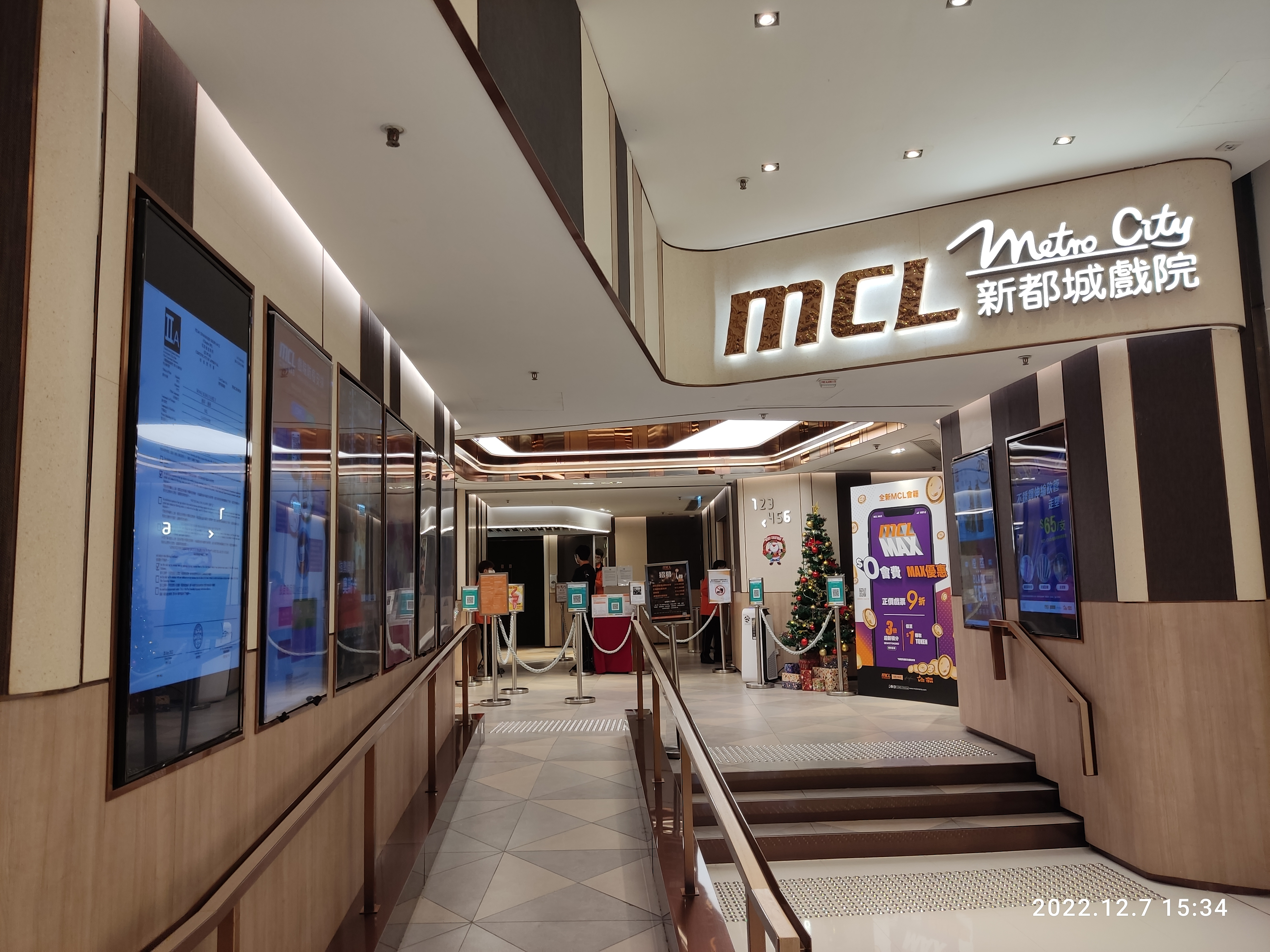
MCL戲院
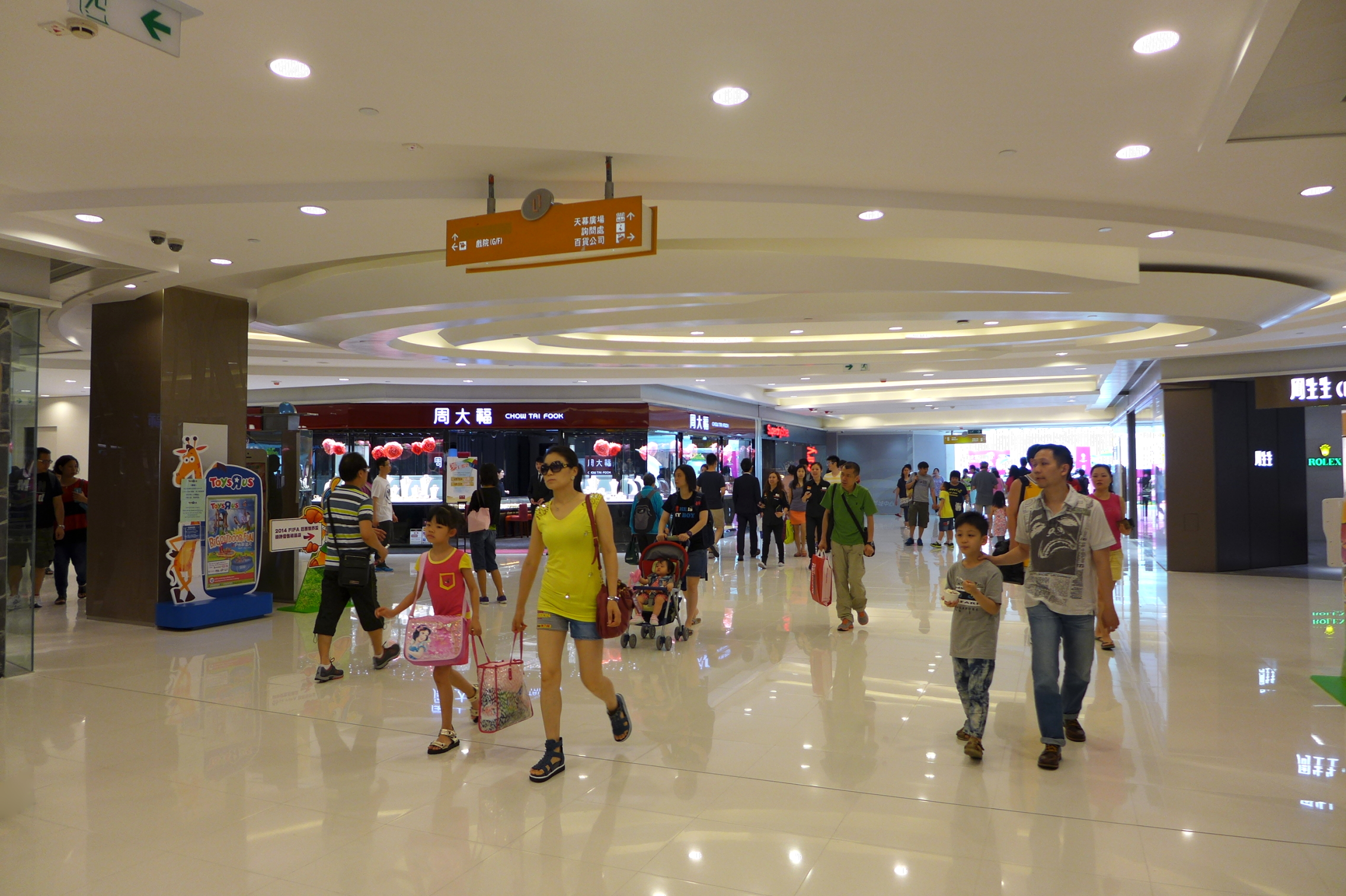
1樓商店

#### 翻新
商場在2013年起進行翻新，翻新前設三個休憩園林「熱帶雨林」、「赤熱風情」及「雪嶺樂園」主題區域，為顧客帶來不同寰宇風情，錦鯉魚池現時已夷為平地及在原址加裝兩條扶手電梯，翻新工程後商場統一以白色為主色。而街市在2018年3月起翻新，翻新後命名為「MCP Fresh 尚鮮市場」。

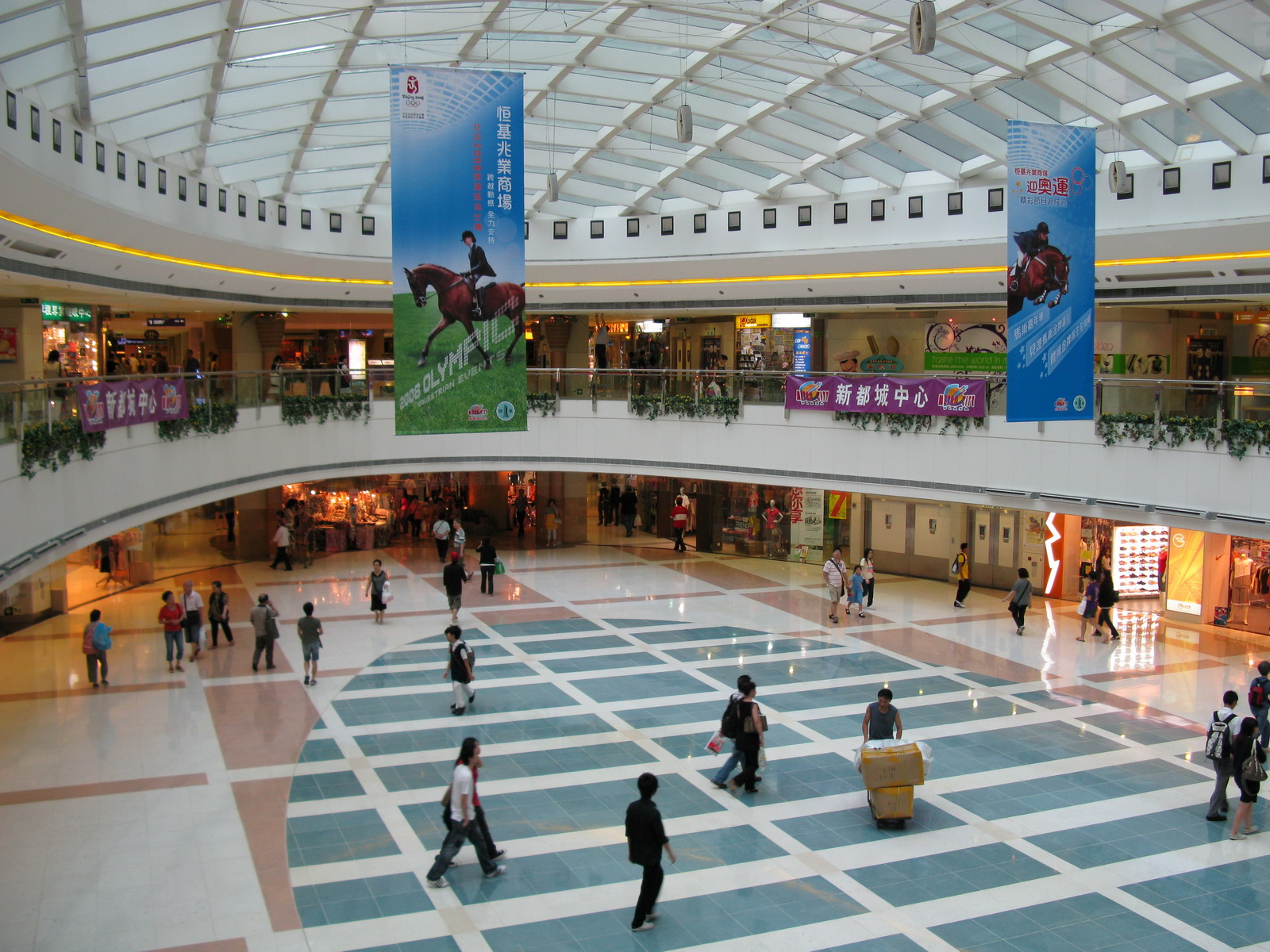
翻新前的中央天幕廣場
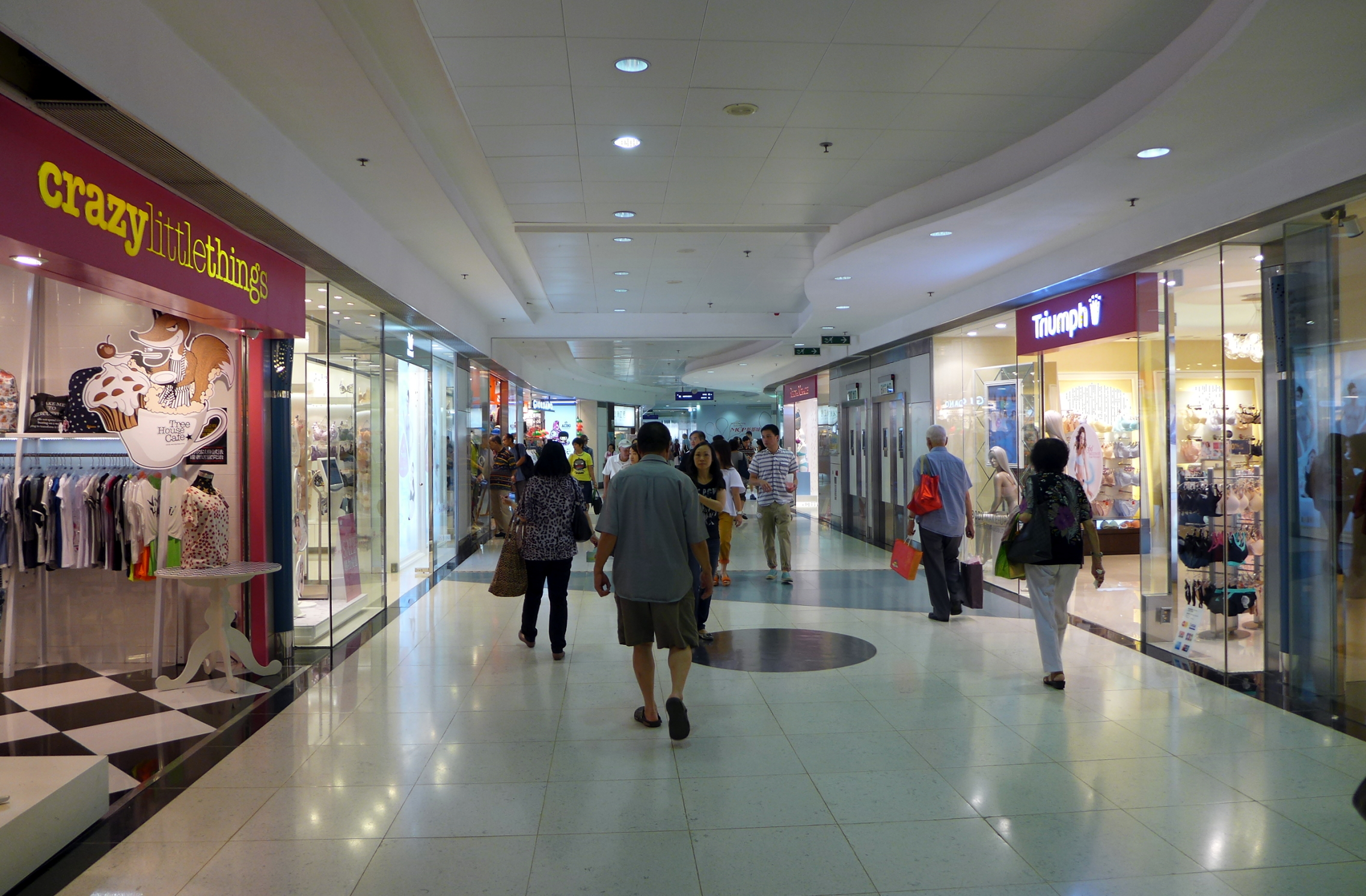
尚未進行翻新的通道
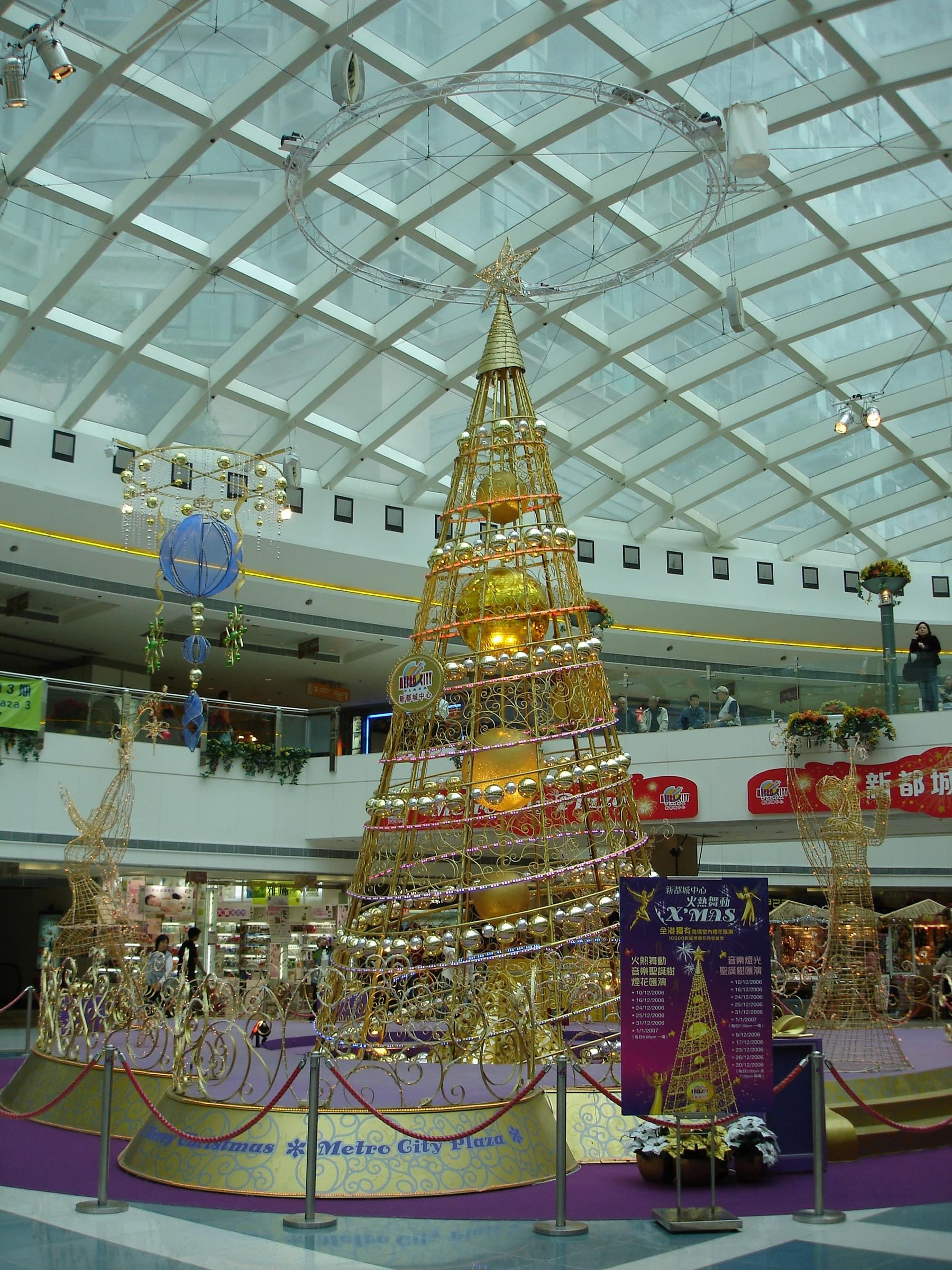
換上聖誕節裝飾的MCP Central中庭
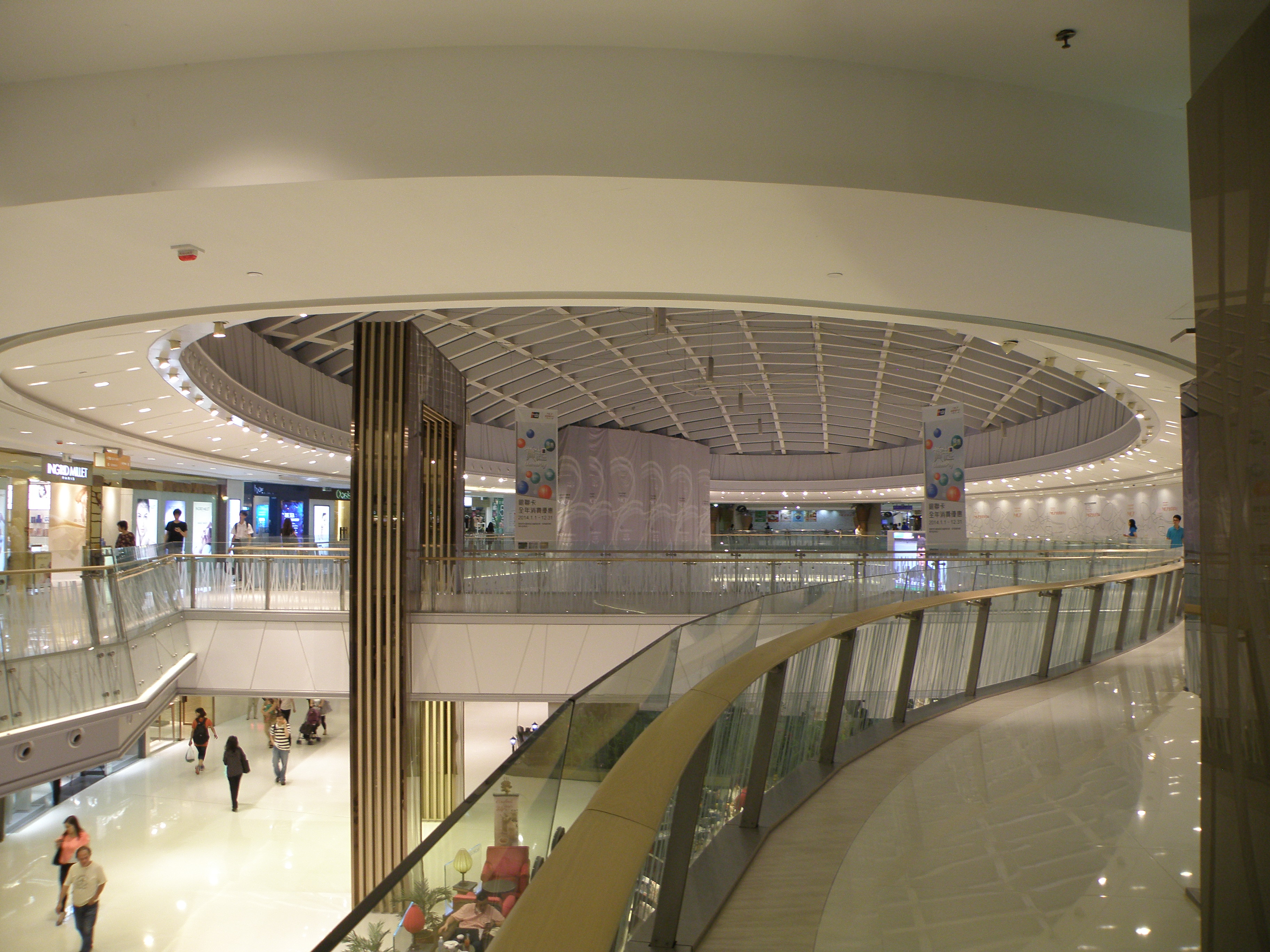
翻新中的MCP Central（2014年9月）
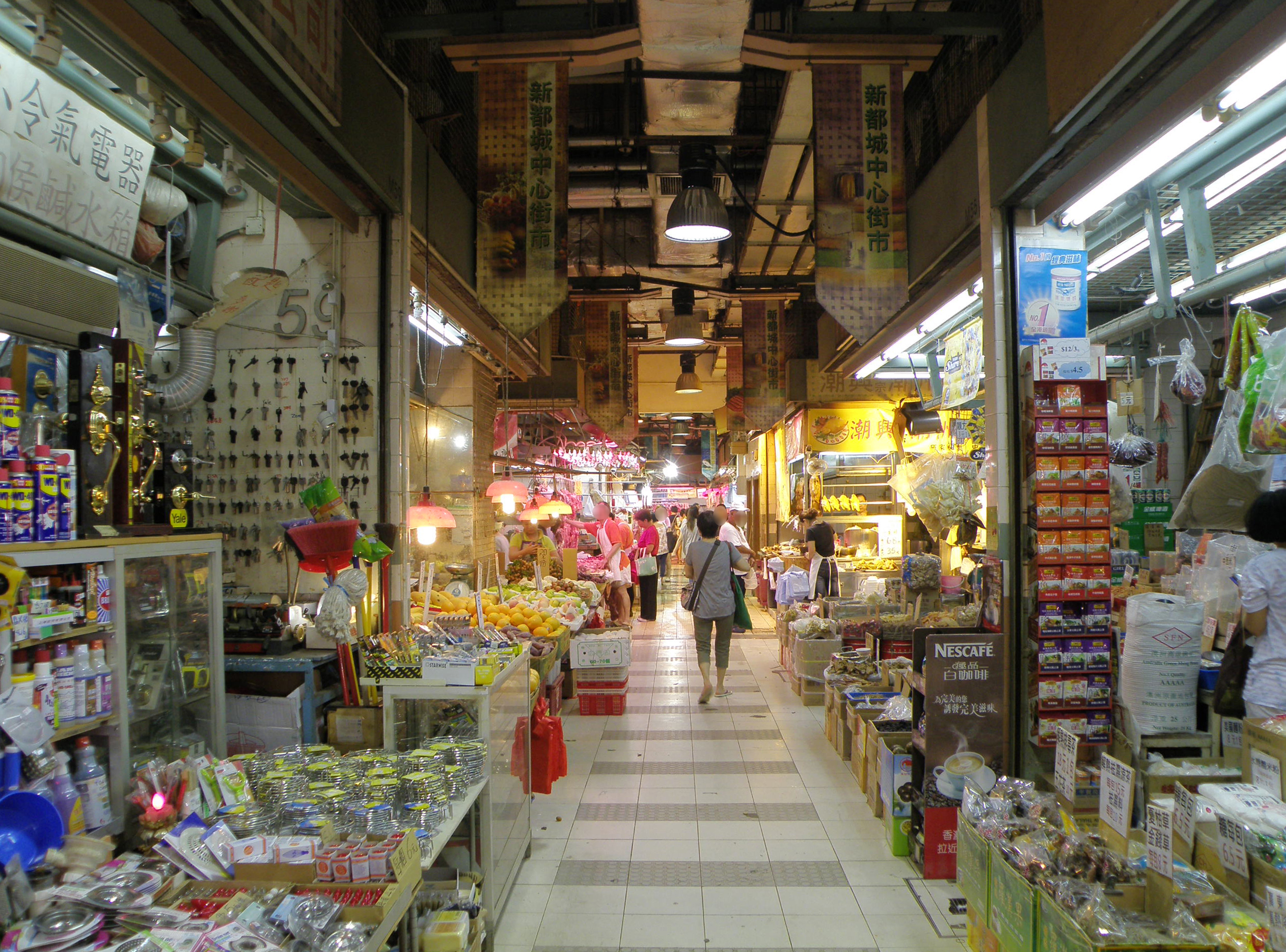
翻新前新都城街市（2015年）

### 會所設施

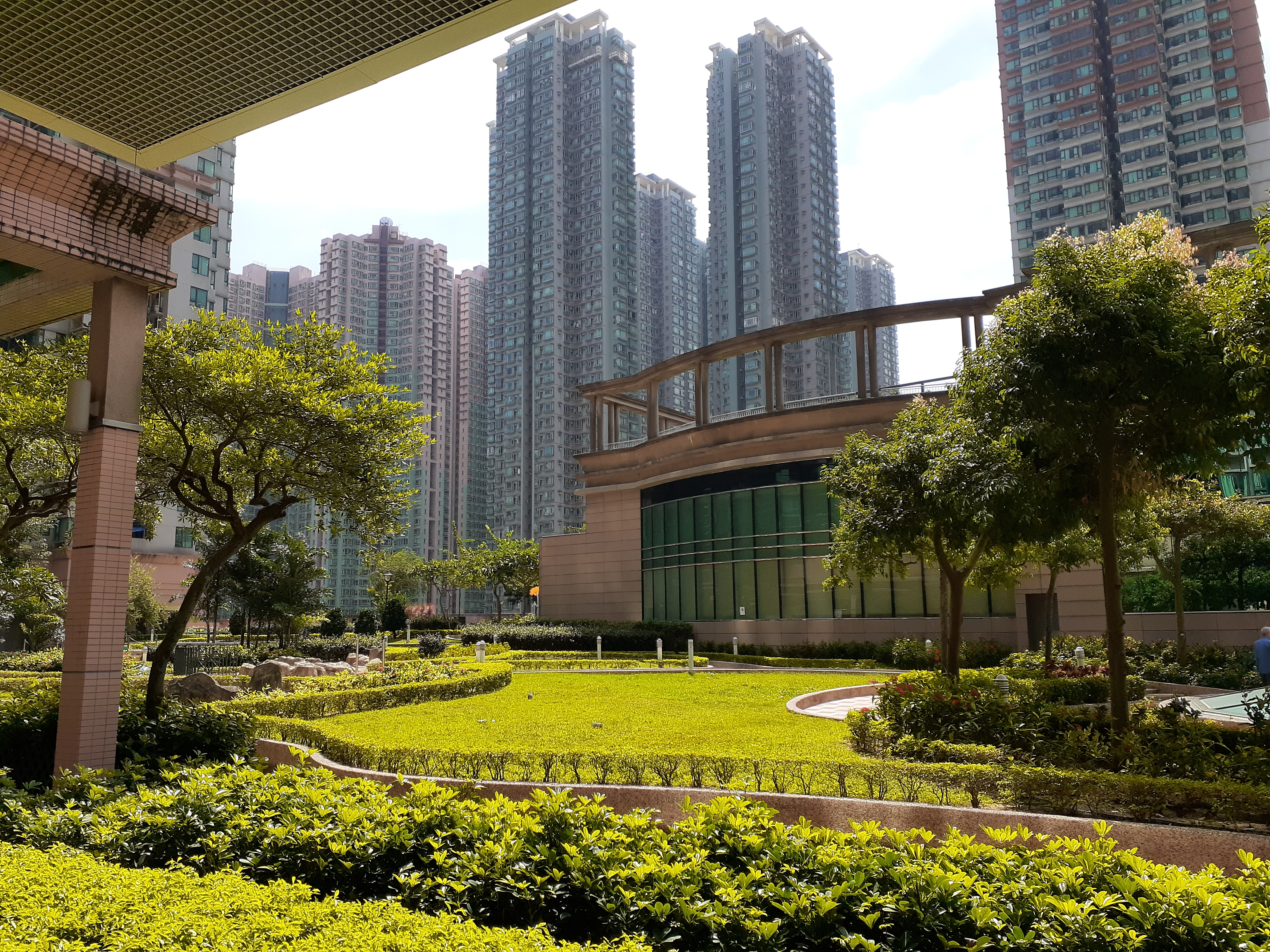
住宅平台花園

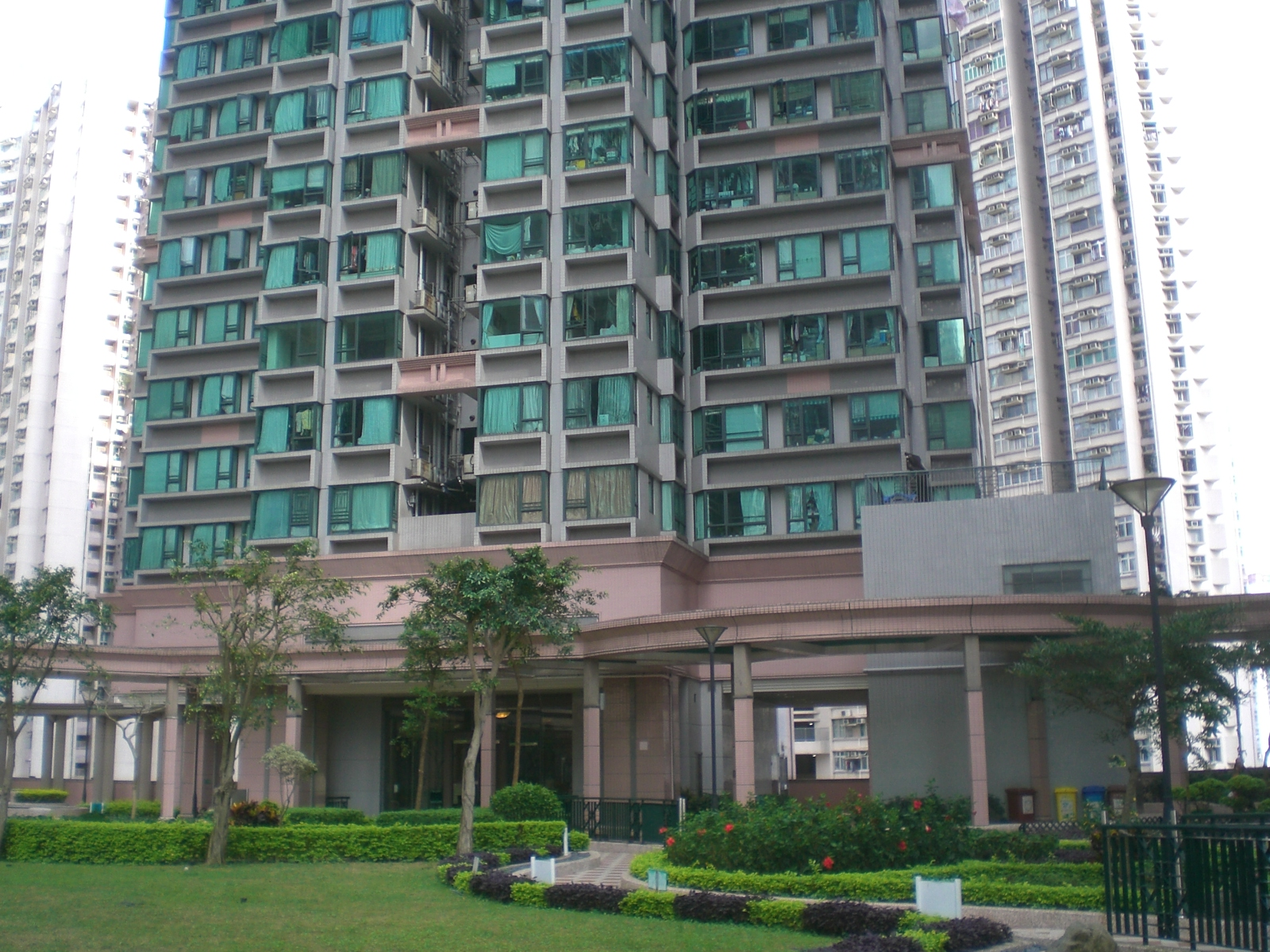
2009年的住宅平台花園

第二期建有達30萬平方呎的平台花園，附有小橋流水及庭院設計，亦包括兩個戶外網球場、兒童遊樂場。會所面積達五萬餘方呎，樓高3層，設施包括全天候室內冷暖水泳池、熱水按摩池、蒸氣及桑拿浴室、健身室、桌球室、乒乓球室、多用途室內運動場/羽毛球場、壁球室、電腦模擬高爾夫球練習場、兒童遊戲室、卡拉OK室、保齡球場、電子遊戲室、迷你酒吧、多用途活動室、餐廳等，適合不同住客需要。

## 第三期

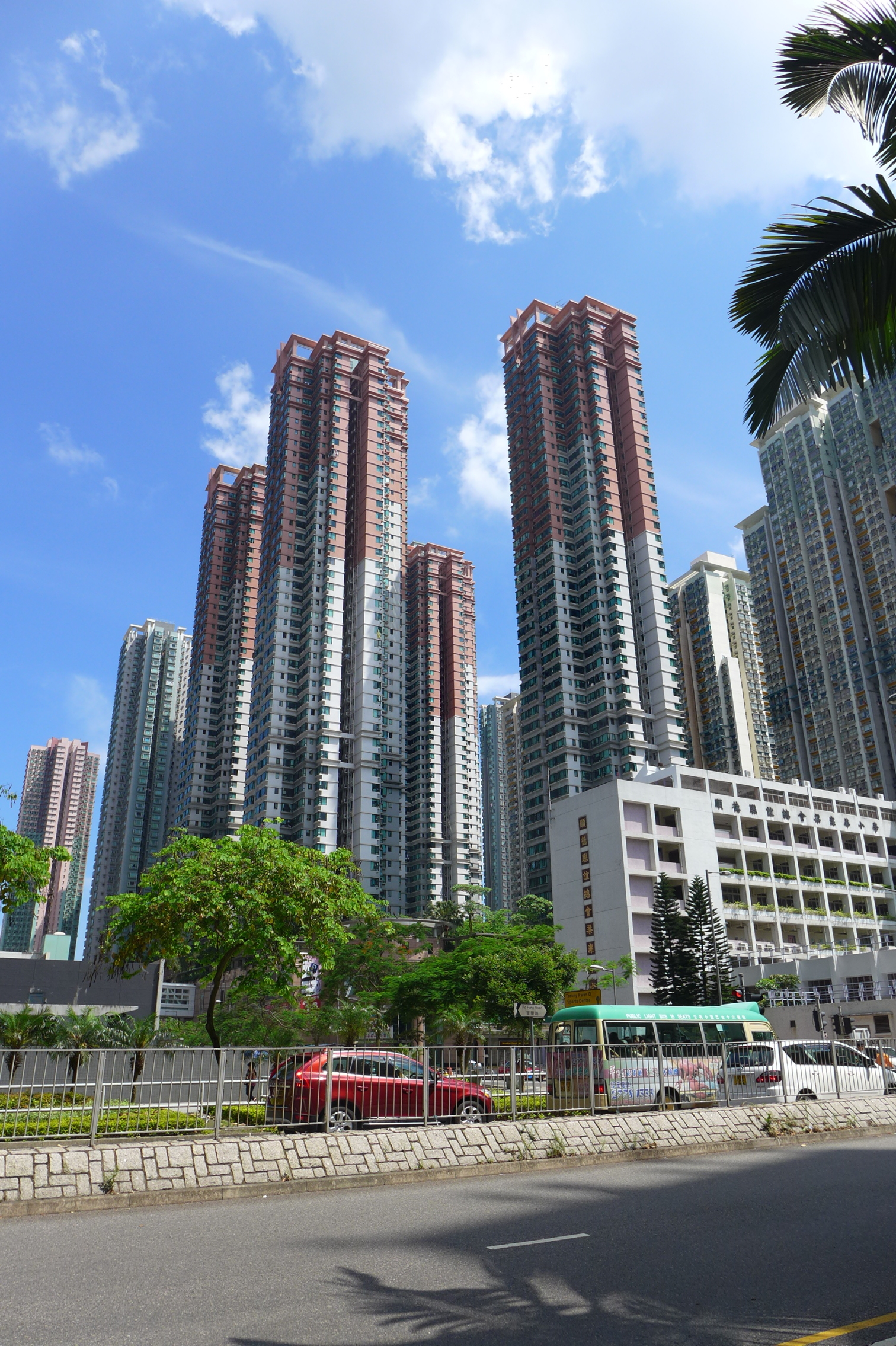
都會豪庭

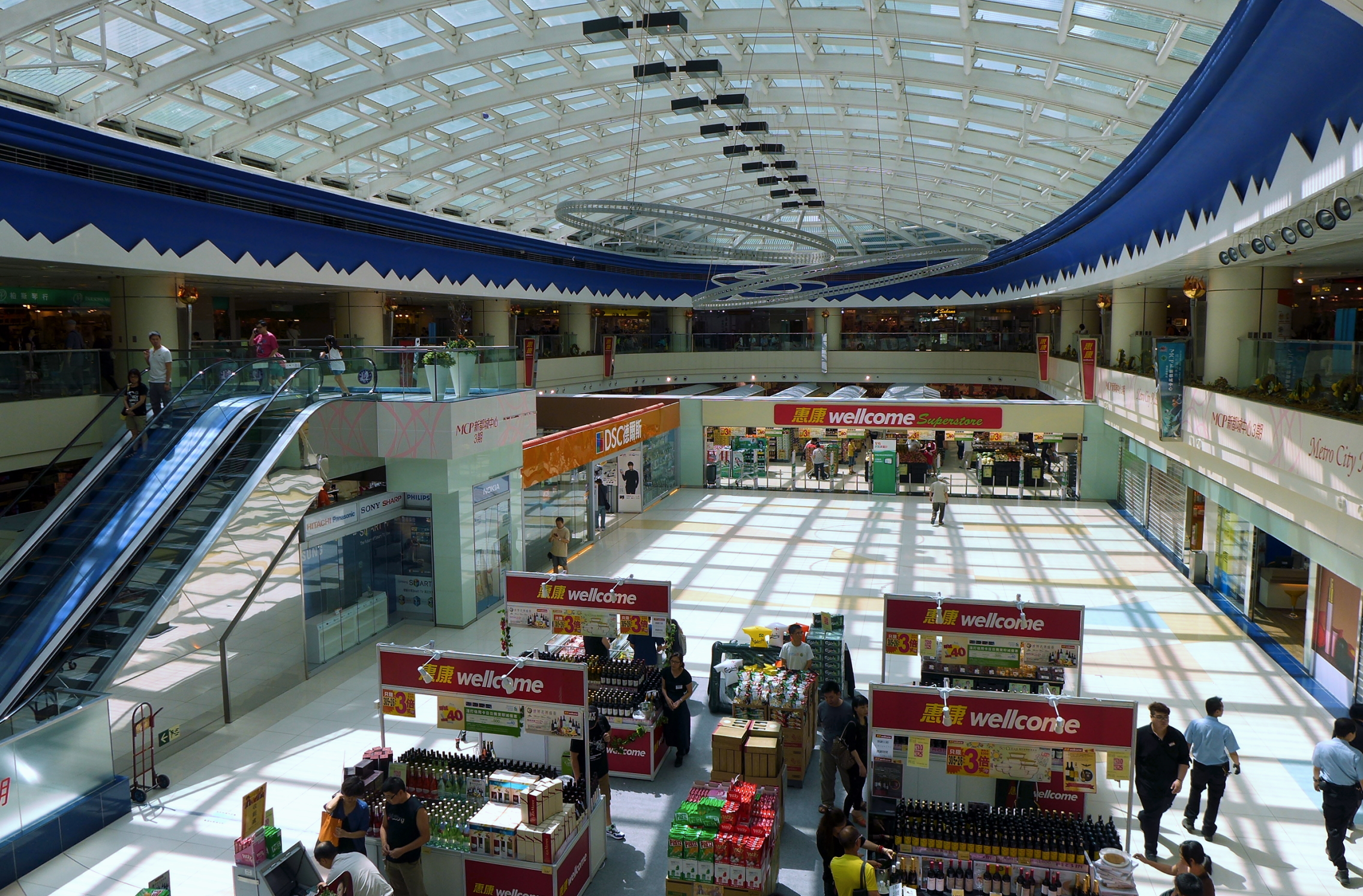
翻新前的新都城中心三期中庭（2014年）

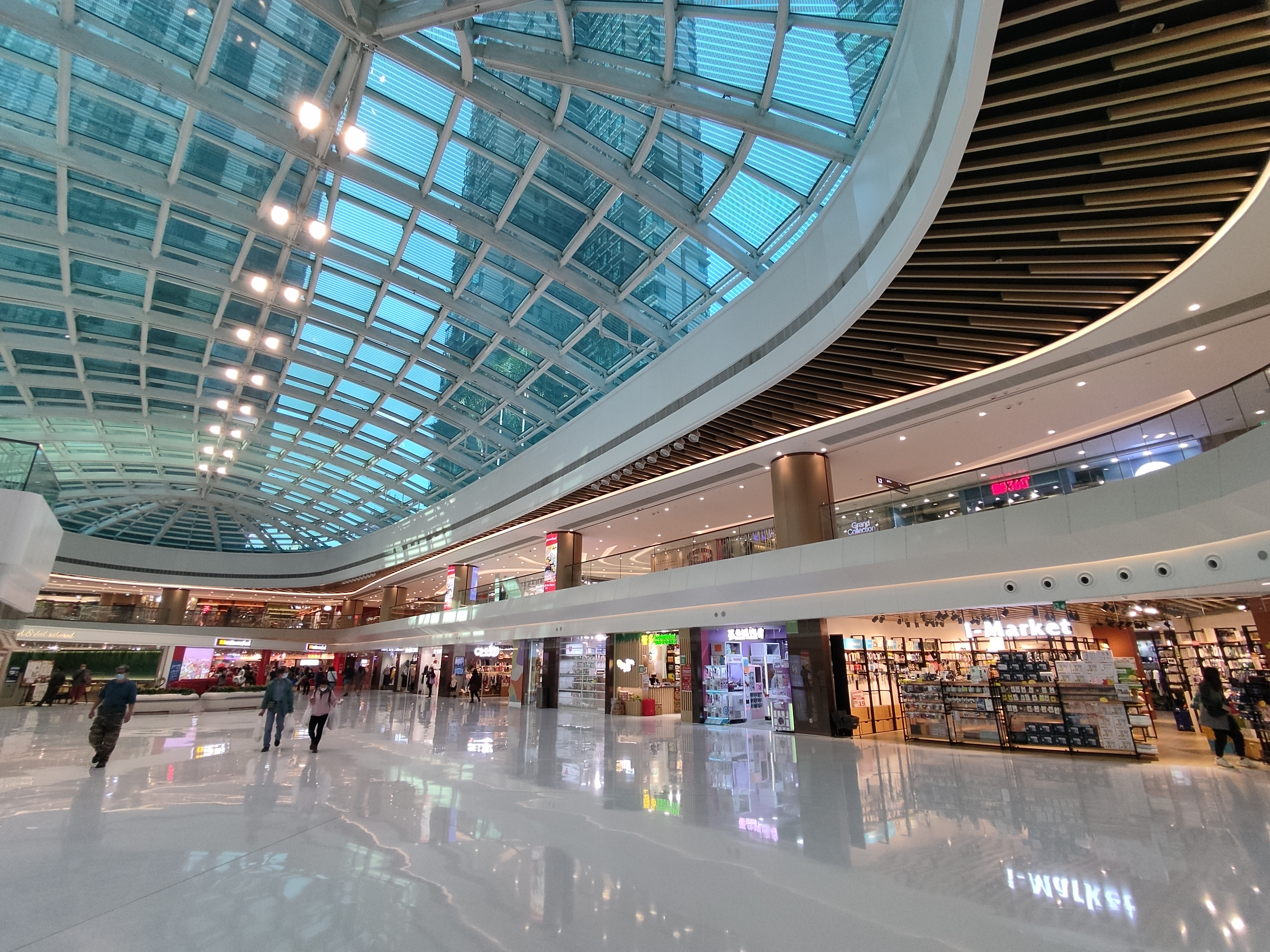
2021年翻新後的新都城中心三期中庭（2022年）

第三期命名為「都會豪庭」，位於貿業路，於1999年11月落成，於2000年5月入伙，由4座樓高43層物業組成，合共提供1,376個單位，總樓面面積1,158,000平方呎。
住宅單位面積介乎573至866方呎，設有兩房兩廳及三房兩廳連主人套房設計，實用率近八成。每層設有8伙單位，其中半數是兩房，餘下是三房設計。

### 銷售手法
發展商於1999年3月開售，平圴呎價約為3,475元。發展商更以「舊樓換新樓」方式銷售，除奉送律師費外，亦舉行「都會同樂日」，節目除參觀示範單位外，尚有攤位遊戲及「將軍澳、西貢免費一日遊」節目。

### 會所設施
平台花園面積達十餘萬方呎，會所為13,000方呎，設有室內冷暖泳池﹑戶外泳地﹑網球場﹑桑拿浴室﹑室內運動場兒童遊戲室﹑多用途室及健身室等。屋苑停車場設300個車位

### 商場
都會豪庭之基座為購物商場，樓高三層，總面積達280,000平方呎，於2000年5月開業。
商場頂樓設有數座行人天橋，可直接通往港鐵寶琳站、新都城二期、一期和茵怡花園。
商場與第二期一樣，由RDG及RMJM等設計，以「寰宇旅遊」為設計主題。早年租戶包括佔地一萬六千方呎樓面的新雅海鮮酒家、新彩火鍋海鮮酒家、漢福海鮮酒家、金滿湖酒家、上海真美豆漿大王、三潤麵皇、名將小食坊、上海商業銀行、Beauty House、日之城、傢居坊、農場餐廳、創意居、屈臣氏、軒琴居和新粥麵皇等。
其中家樂福超級市場原打算租用地下十六萬方呎樓面，唯最終放棄開店，原址部分樓面騰空而重新招租，於2001年3月改為「新都城家居天地」，匯聚了逾四十餘間家居設計、傢俬、家居用品商舖。租戶包括「軒琴居」、「名仕傢具行」﹑「金帝傢俬公司」等傢私店外，還有燈飾、窗飾、床上用品、鐵閘、廚櫃設計等，如「新格傢俬燈飾」、「傢居坊」、「夢軒床上用品」、「永明鋼鐵閘中心」、「廚樂寶」等。
現時主要租戶包括惠康鮮級市場、萬寧、滙豐銀行、譚仔雲南米線、美心MX、壽司郎和上海商業銀行。發展商委任威格斯與第一太平戴維斯為聯合租務代理，現由恆基集團屬下冠威管理有限公司管理。前租戶則有玩具反斗城（已搬到二期商場）及德爾斯（已結業）。

#### 翻新
商場在2020年起進行翻新，並將英文名稱改為MCP Discovery。裝修風格與MCP Central相近。

## 意外事件
1999年9月5日下午2時許，新都城三期地盤發生工業意外，一名29歲玻璃裝嵌工人在三樓外牆對開的棚架工作，準備橫移，遂放開安全帶的扣子，詎料他突然失去平衡，從14-15呎高空跌至地面，腰部及右腳受傷，傷者在聯合醫院治理，情況嚴重。
2021年4月2日，一名源頭不明新型肺炎確診個案的33歲男子，在潛伏期和傳染期內曾經多次到第二期商場的UG層和2樓買外賣，衛生防護中心要求在3月19日至4月2日期間身處商場超過兩小時的人，均須強制檢測。逾百人在地面公共交通交匯處旁的流動採樣站排隊輪候檢測。有市民表示等候約1小時才完成檢測。而商場在晚上10時一度關閉清潔，至4月3日下午3時重開，場內有身穿保護衣的人在清潔消毒扶手電梯。商場下午重開後有多間商戶如常營業，並有一定人流。不過有商場員工質疑關閉時間太短。

## 附近屋苑、公園及學校
- 茵怡花園
- 怡心園
- 慧安園
- 富麗花園
- 旭輝臺
- 寶林邨
- 欣明苑
- 景林邨
- 叠翠軒
- 寶康公園
- 寶翠公園
- 東華三院王余家潔紀念小學
- 順德聯誼總會梁潔華小學
- 馬錦明慈善基金馬陳端喜紀念中學
- 張沛松紀念中學
- 東華三院呂潤財紀念中學
- 順德聯誼總會鄭裕彤中學
- 仁濟醫院靚次伯紀念中學

## 免費穿梭巴士
*將軍澳醫院線（新都城二期 ↔ 將軍澳醫院（寶寧里迴旋處））
- - 日期：星期一至日及公眾假期
  - 時間：12:10及13:10（由將軍澳醫院至新都城二期）；12:50及13:50 （由新都城二期至將軍澳醫院）
- 區內南線（新都城二期→新都城一期→唐德街天晉→新都城二期）
  - 日期：星期六、日及公眾假期
  - 時間：11:30－20:30（每60分鐘一班，共10班）
- 藍田線（新都城二期→新都城一期→藍田公共運輸交匯處上落客區→新都城二期）
  - 日期：星期六、日及公眾假期
  - 時間：11:30－20:30（每60分鐘一班，共10班）
- 西貢線（新都城二期→西貢鄧肇堅運動場→新都城二期）
  - 日期：星期六、日及公眾假期
  - 時間：11:30－20:30（每60分鐘一班，共10班）

免費穿梭巴士已於2023年7月1日停止服務

## 著名住客
- 鍾嘉欣，香港藝人及歌手
- 伍家謙，體育新聞主播
- 盧苑茵，演員
- 陸浩明，香港藝人
- 張馳豪，香港藝人
- 容海恩，香港立法會議員 [17]

## 屋苑區議員
2020年－2023年（第六屆西貢區議會）：
- Q16 欣英（新都城第二期）：鍾錦麟（新民主同盟，已請辭）
- Q17 運亨（新都城第一、三期）：范國威（新民主同盟，已請辭）

## 外部連結
- 新都城中心（页面存档备份，存于）
- 新都城中心FaceBook專頁 （页面存档备份，存于）
- 新都城討論區 (Metro City Forum)（页面存档备份，存于）
- 新都城一期商場 （页面存档备份，存于）
- 新都城一期 （页面存档备份，存于）